# Rue Saint-Jacques (Paris)
Die Rue Saint-Jacques in Paris verläuft auf dem Rive Gauche der Seine im 5. Arrondissement.

## Verlauf
Sie beginnt an der Rue Galande 79, durchquert im 5. Arrondissement
- das Quartier de la Sorbonne (Nr. 1 bis 161 und 2 bis 184)
- das Quartier du Val-de-Grâce (Nr. 163 bis 307 und 196 bis 350)

und endet nach 1550 Metern am Boulevard de Port-Royal 84.
An ihrem nördlichen Ende geht sie in die Rue du Petit Pont über, die nach 60 Metern auf die Petit-Pont stößt, an ihrem südlichen Ende in die Rue du Faubourg Saint-Jacques, und ist damit die alte Ausfallstraße nach Étampes und Orléans, bevor sie also solche durch die städtebaulichen Maßnahmen des Barons Haussmann Mitte des 19. Jahrhunderts durch den Boulevard Saint-Michel 200 Meter weiter westlich ersetzt wurde.
Auf ihren 1,5 Kilometern quert die Rue Saint-Jacques u. a.
- den Boulevard Saint-Germain
- die Rue des Écoles
- die Rue Soufflot und
- die Rue Gay-Lussac

Die Rue Saint-Jacques ist mit der Linie RER B über die Stationen Saint-Michel – Notre-Dame, Luxembourg, Port-Royal, der Metro  Station Cluny – La Sorbonne  und den Pariser Buslinien 21, 27, 38, 82, 84, 85, 89, 91 erreichbar.

## Namensursprung
Der Name kommt von der ehemaligen Kloster Saint-Jacques, das im 13. Jahrhundert den Dominikanern (Ordo fratrum Praedicatorum – Predigerorden – Ordre des Prêcheurs) gegeben wurde, und die seitdem in Frankreich auch Jakobiner genannt werden. Die Rue Saint-Jacques ist der südliche Teil des antiken Cardo Lutetias.
Sie trug viele Namen, ehe sie 1806 zur Rue Saint–Jacques wurde:
- Grand'rue du Petit Pont (12. Jahrhundert)
- Grand'rue Saint-Jacques des Prêcheurs
- Grand'rue Saint-Étienne des Grés
- Grand'rue Saint-Benoît Le Bestournet
- Grand'rue près du chevet de l'Eglise Saint-Séverin[1]
- Grand'rue oultre Petit Pont ou rue outre Petit Pont
- Grand'rue vers Saint-Matelin
- Grand'rue Saint-Benoît, und
- Grand'rue Saint-Jacques

## Geschichte

### Antike
Aus der ehemaligen gallischen Straße wurde die gallo-romanische Nord-Süd-Axe mit Namen Via Superior. Die 9 m breite und gut gepflasterte Straße führte von Genabum (Orléans) ab der Rue des Feuillantines bis zum  Boulevard de Port-Royal. Die Trasse entspricht dem südlichen Teil des Cardo im ehemaligen Lutetia, der römischen Stadt, dessen Zentrum im aktuellen Quartier Latin (Jardin du Luxembourg, Pantheon) lag. Sie befindet sich in der Verlängerung der Rue du Petit-Pont, die sich im Süden in der Rue du Faubourg-Saint-Jacques fortsetzt.

### Mittelalter
Im Mittelalter war dies die Hauptverkehrsader, die Paris mit Étampes und Orléans verband. Die Verbindung wurde von den vielen Pilgern genutzt, die sich nach Santiago de Compostela von der Église Saint-Jacques-la-Boucherie (heute steht nur noch der Turm Saint-Jacques) durch die Rue Saint-Jacques, den Faubourg Saint-Jacques und die Rue de la Tombe-Issoire auf den Weg machten.
Die Straße hat sehr oft ihren Namen geändert: Im 12. Jahrhundert hieß sie «Grant-Rue-Oultre-Petit-Pont», «Grand'rue du Petit-Pont»; gegen 1280–1300 wird sie im Le Dit des rues de Paris von Guillot de Paris als «Grant-Rue» zitiert. Im 13. Jahrhundert nahm sie abschnittsweise folgende Namen an:
«Grand'rue Saint-Jacques-des-Prêcheurs», «Grand'rue Saint-Étienne-des-Grès», «Grand'rue Saint-Benoît-le-Beslournet», «Grand'rue près du chevet de l'église Saint-Severin», «Grand'rue outre Petit-Pont», «Grand'rue vers Saint-Mathelin», «Grand'rue Saint-Benoît», schließlich «Grand'rue Saint-Jacques» wegen der Kapelle des heiligen Jakobus, wo sich 1218 in einem Gebäude, das zum Kloster der Jakobiner wurde und bis 1790 blieb, die dominikanischen Ordensleute, die dann Jakobiner genannt wurden, niederließen. Diese Straße bis zur Rue de la Bourbe wird seit 1806 endlich Rue Saint-Jacques genannt.

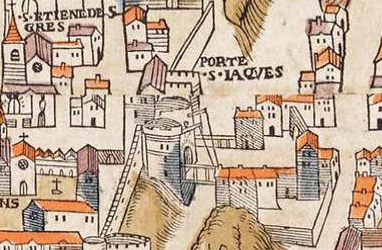
Porte Saint-Jacques auf dem Plan von Truschet und Hoyau (1550)

Die Rue Saint-Jacques bildete die Grenze zu dem Lehen Garlande.
Die Porte Saint-Jacques in der Pariser Stadtmauer von Philippe Auguste (Enceinte de Philippe Auguste) lag zwischen der Rue Soufflot und der Rue des Fossés-Saint-Jacques. Das Stadttor wird auch «Porte Notre-Dame-des-Champs» genannt, denn man durchquert es, um zum Vorort und Kloster gleichen Namens zu gelangen. am 13. April 1436 marschierten hier die Truppen Karl VII. durch, um Paris von den Engländern zu befreien. - Das Tor wurde 1684 abgerissen.

### Modernere Zeiten
Am 4. September 1557 wird die Straße zum Schauplatz des Ereignisses, das man Affaire de la rue Saint-Jacques nennt, ein blutiges Vorspiel zu den Hugenottenkriegen.
Vom 16. bis 18. Jahrhundert konzentrierten sich hier die ersten Drucker und Buchdrucker wie Soleil d’Or und Trois Cigognes. Alle Drucker und Buchhändler in Paris wurden durch den Erlass vom 1. April 1620 angewiesen, sich auf das Universitätsviertel um die Rue Saint-Jacques zu beschränken und die Rue des Noyers unter Todesstrafe nicht zu überqueren. Als Folge davon wurde die Straße auch der Sitz vieler Graveure: Guillaume Chasteau, Laurent Cars, Étienne Jehandier Desrochers, Edme Jeaurat, Jean-Baptiste Scotin, Noël Le Mire, Jean-Jacques Le Veau, Charles-François-Adrien Macret, Clément-Pierre Marillier oder Simon Thomassin.

### Nach 1806
Bis 1806 begrenzte sich die Rue Saint-Jacques auf den Teil innerhalb der Stadtmauer von Philippe Auguste. Das südliche Ende lag am ehemaligen Porte Saint-Jacques (abgerissen 1684), wo heute die Rue Soufflot und Rue des Fossés–Saint–Jacques münden. Ab hier wurde die aktuelle Rue Saint-Jacques Rue du Faubourg-Saint-Jacques genannt.
Die Rue Saint-Jacques wurde um die Rue du Faubourg-Saint-Jacques bis zur Rues de la Bourbe und zum Couvent des capucins du faubourg Saint-Jacques verlängert, die allerdings heute vom Boulevard de Port-Royal (errichtet zwischen 1857 und 1867) untergehen.
Die Straße verlor an Bedeutung, als unter dem Präfekten Georges-Eugène Haussmann der Boulevard Saint-Michel eröffnet wurde. Er verlief parallel zur Rue Saint-Jacques nur 200 m westlich und war viel breiter.
Die enge und kurvige Rue Saint-Jacques wurde in ihrem Nordteil per Dekret von 1855 (erneuert 1907) verbreitert. die alten Häuser auf der Straßenseite mit gerader Nummer wurden abgerissen, um die Église Saint-Séverin freizulegen. Auf der anderen Seite blieben viele Häuser erhalten.
Mit dem Bau der neuen Sorbonne (1893–1897) und der Fassade des Lycée Louis-le-Grand (1895–1898) wurde die Straße im Anstieg zum Montagne Sainte-Geneviève verbreitert. Zwischen der Rue Soufflot und der Rue Gay-Lussac behält die Straße die mittelalterliche Enge. Die etwas zurückgesetzten Häuser neueren Datums verstärken die Unregelmäßigkeit der Trassenführung

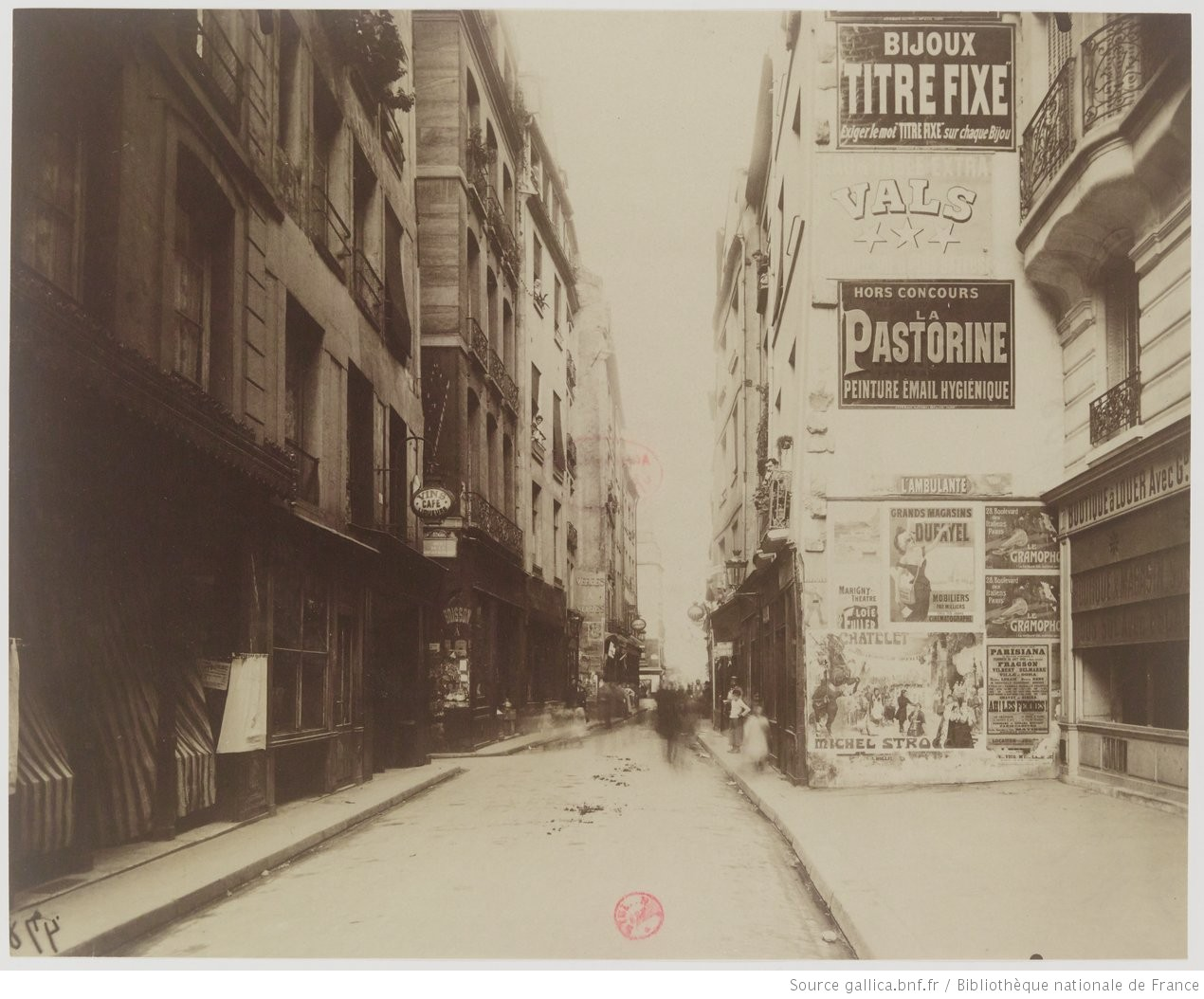
Rue Saint-Jacques zwischen dem Boulevard Saint-Germain und der Rue du Petit-Pont um 1900
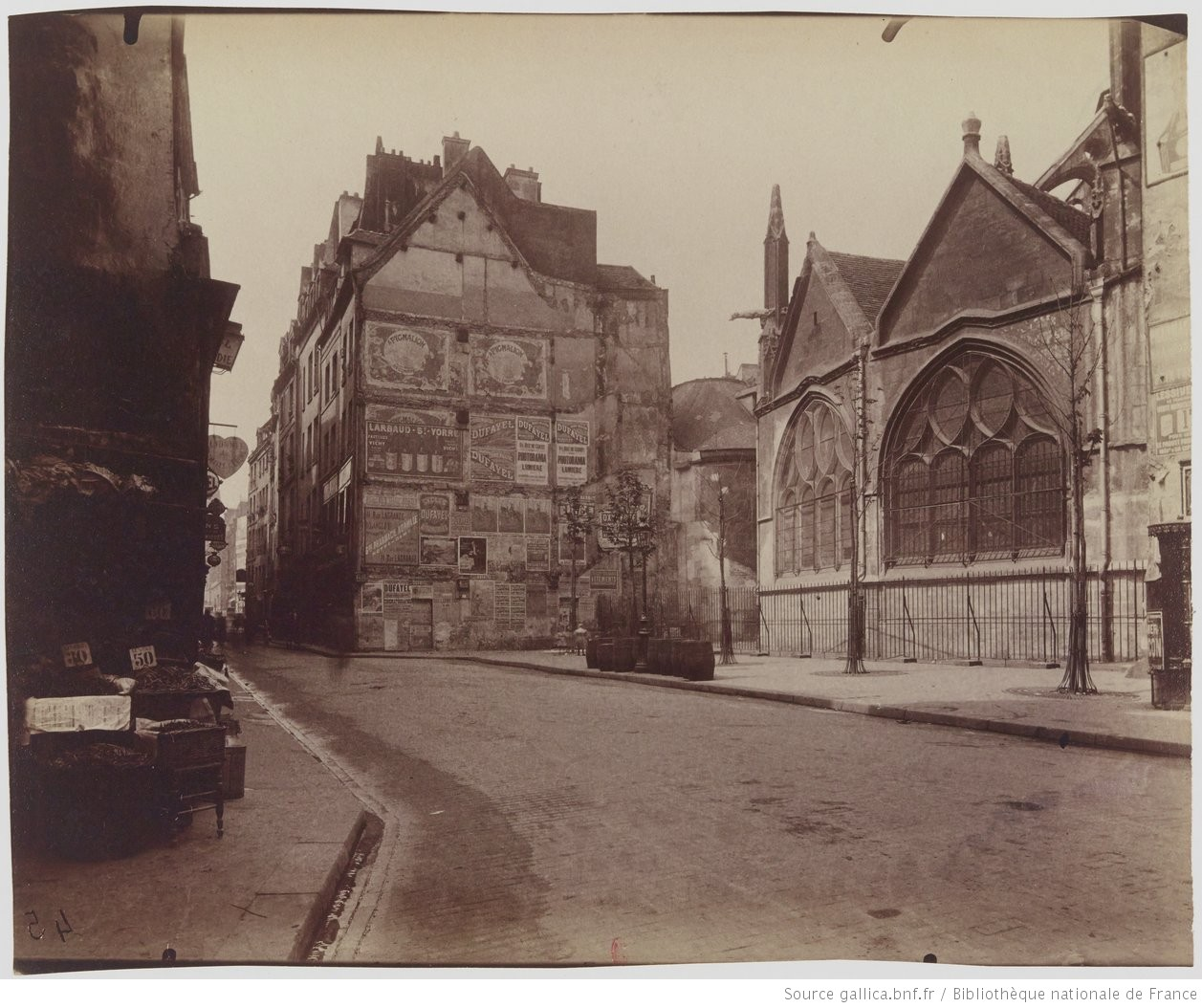
Die Straße bei der Église Saint-Séverin um 1900
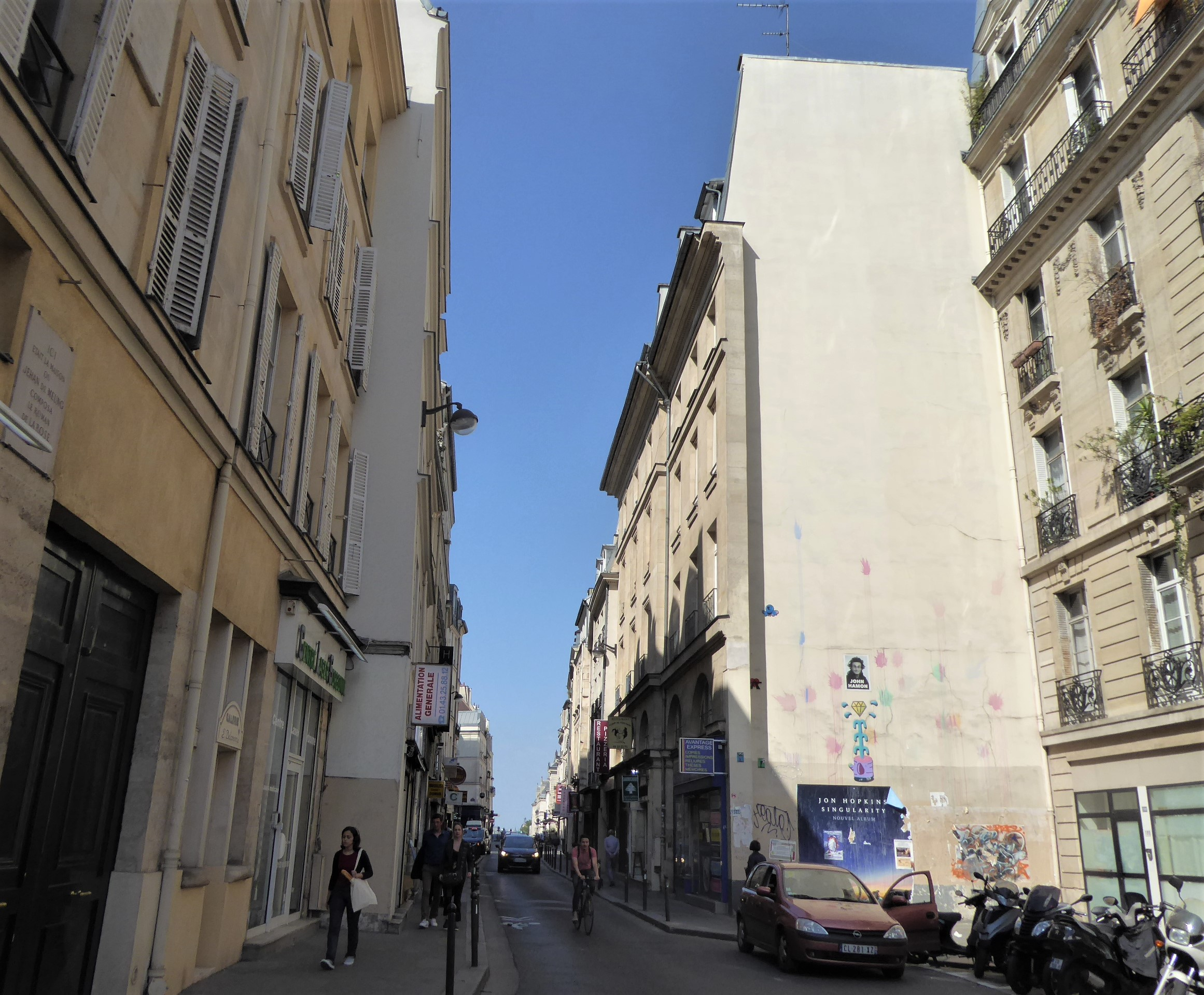
Die enge Durchfahrt bei Haus Nr. 185–187 (2018)

Der Boulevard Saint-Michel und die Rue Saint-Jacques sind jeweils Einbahnstraßen (im unteren Teil des Boulevards) und bilden so eine Durchgangsstraße für den Verkehr in Paris.

## Bemerkenswerte Bauten
- Haus Nr. 5 bis 25: alte Häuser

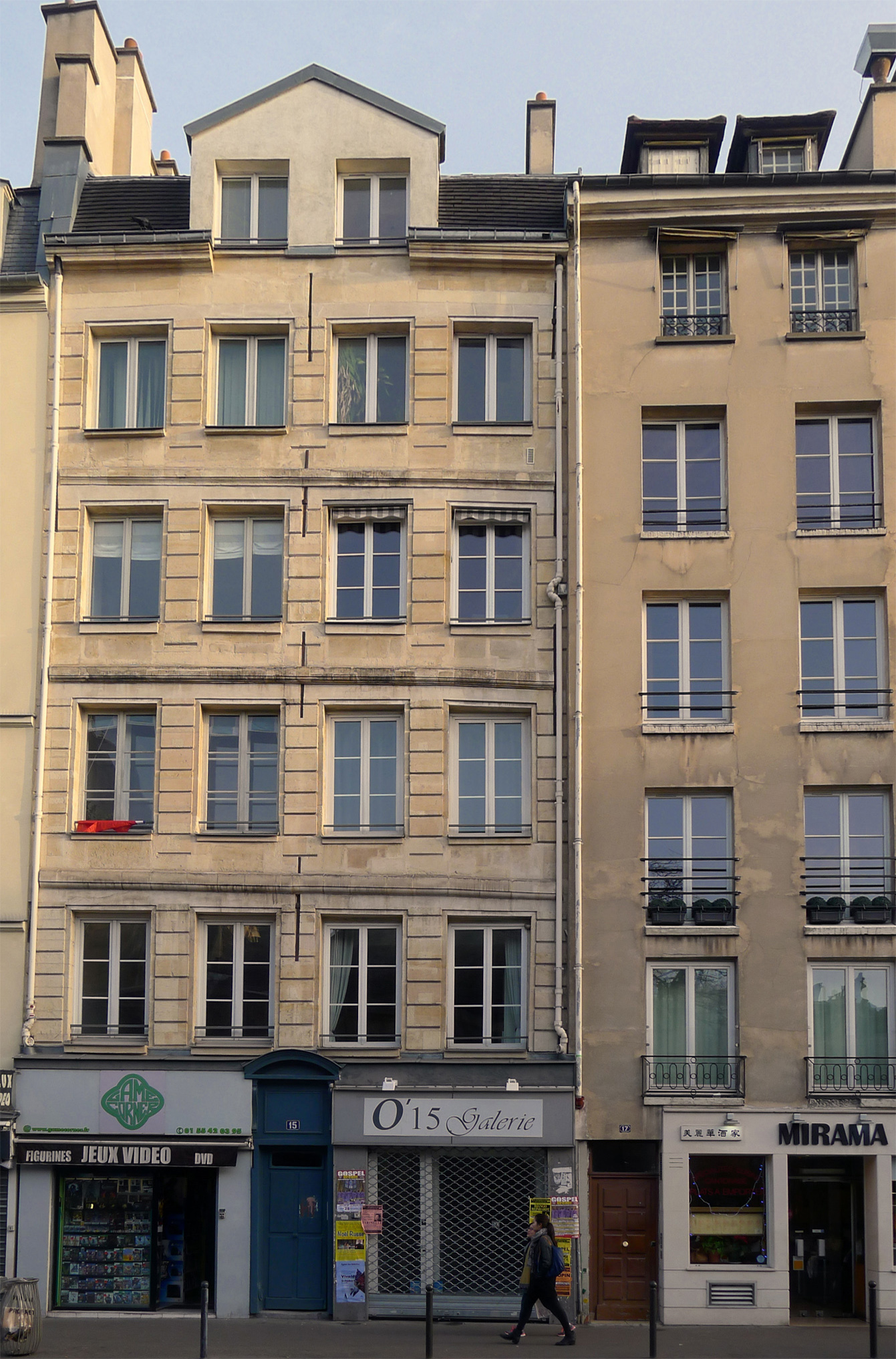
Nr. 15 und 17
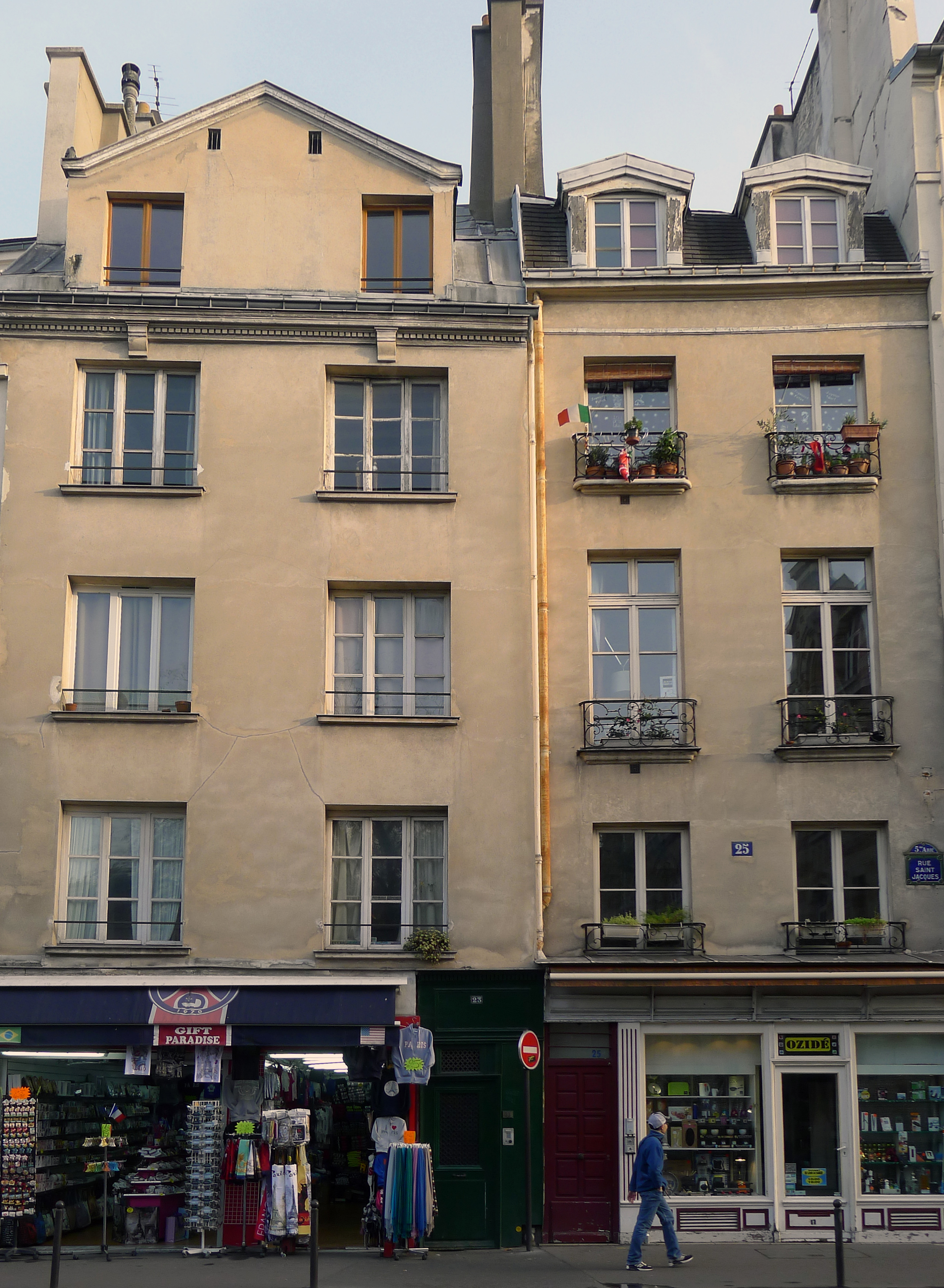
Nr. 23 et 25

- Pfarrkirche Saint-Séverin

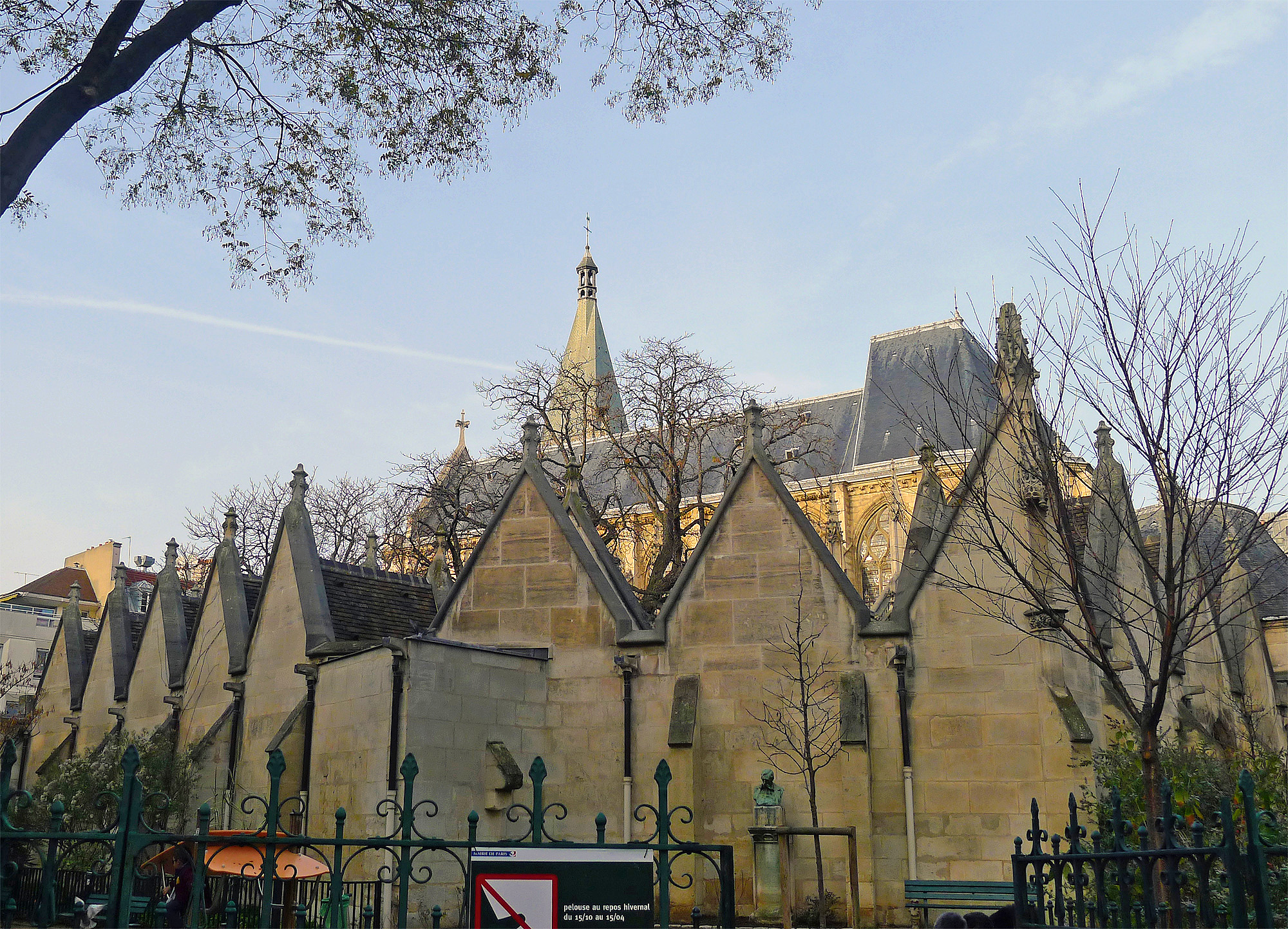
Das Kloster von außen
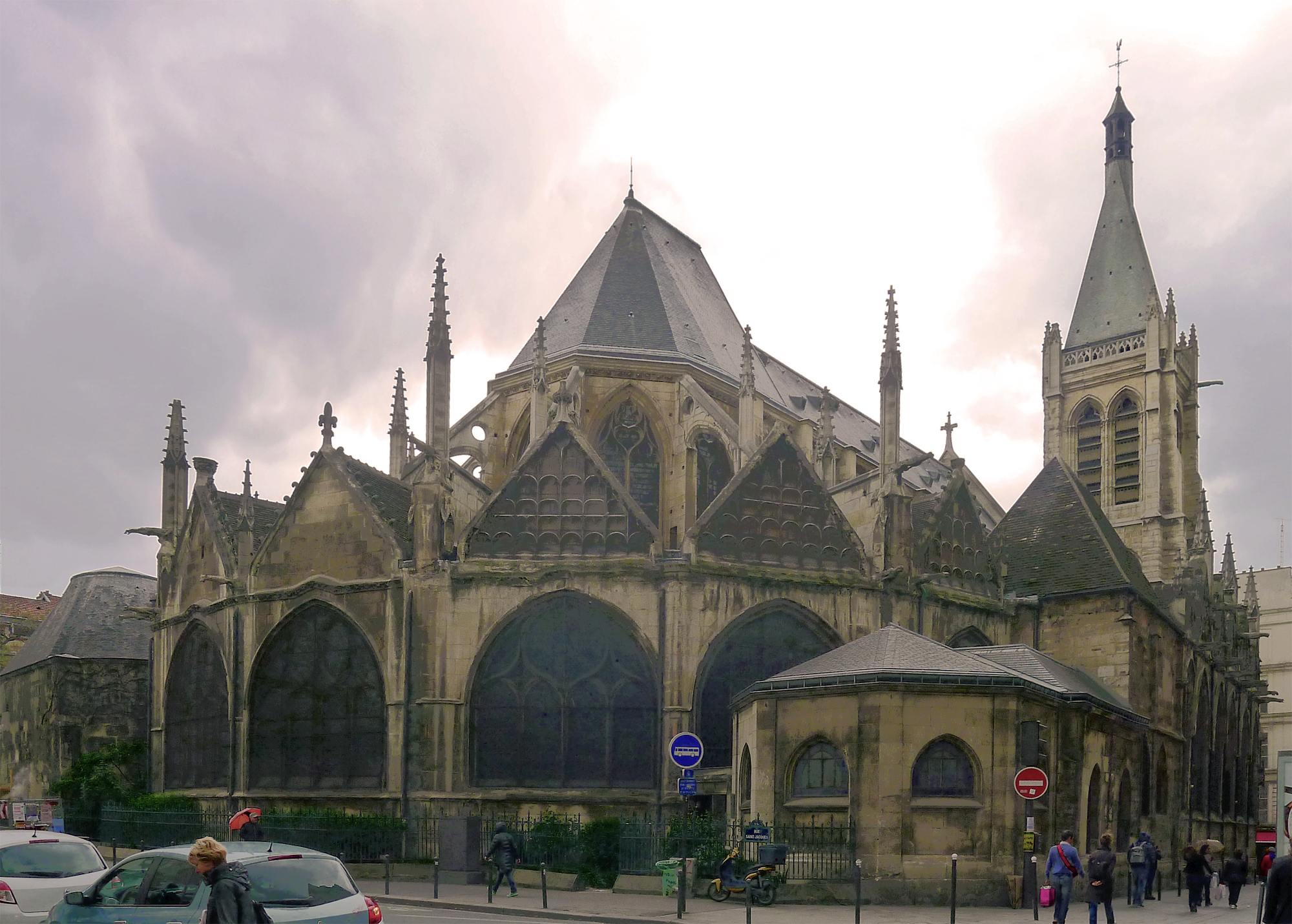
Altarseite der Kirche
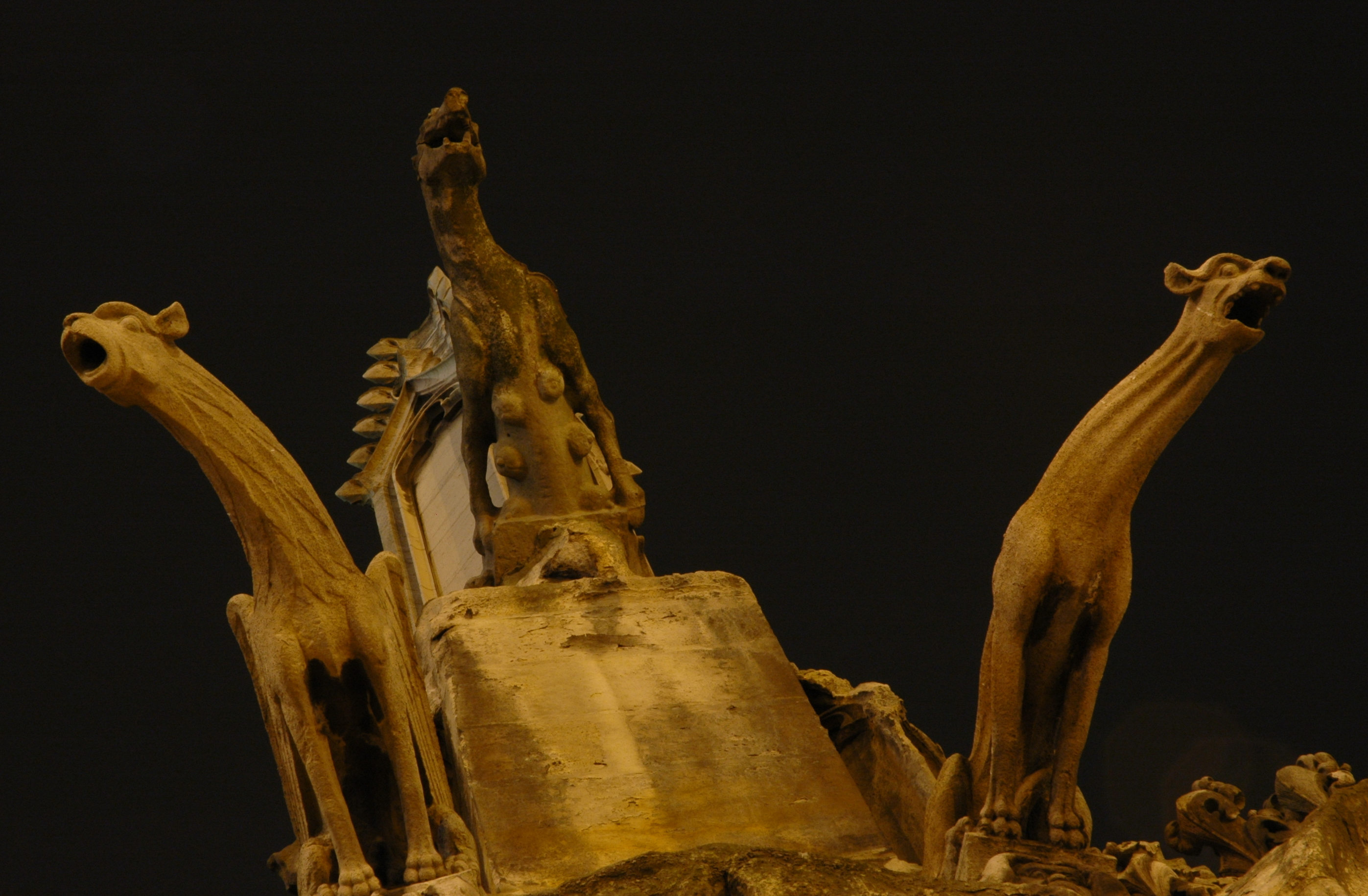
Wasserspeier auf der Seite zur Rue Saint-Jacques.

- die Sorbonne (Nr. 36–56)
- das Collège de France am Place Marcelin Berthelot 11
- das Lycée Louis-le-Grand (Nr. 123)
- Eingang zur Juristischen Abteilung (Faculté de Droit)

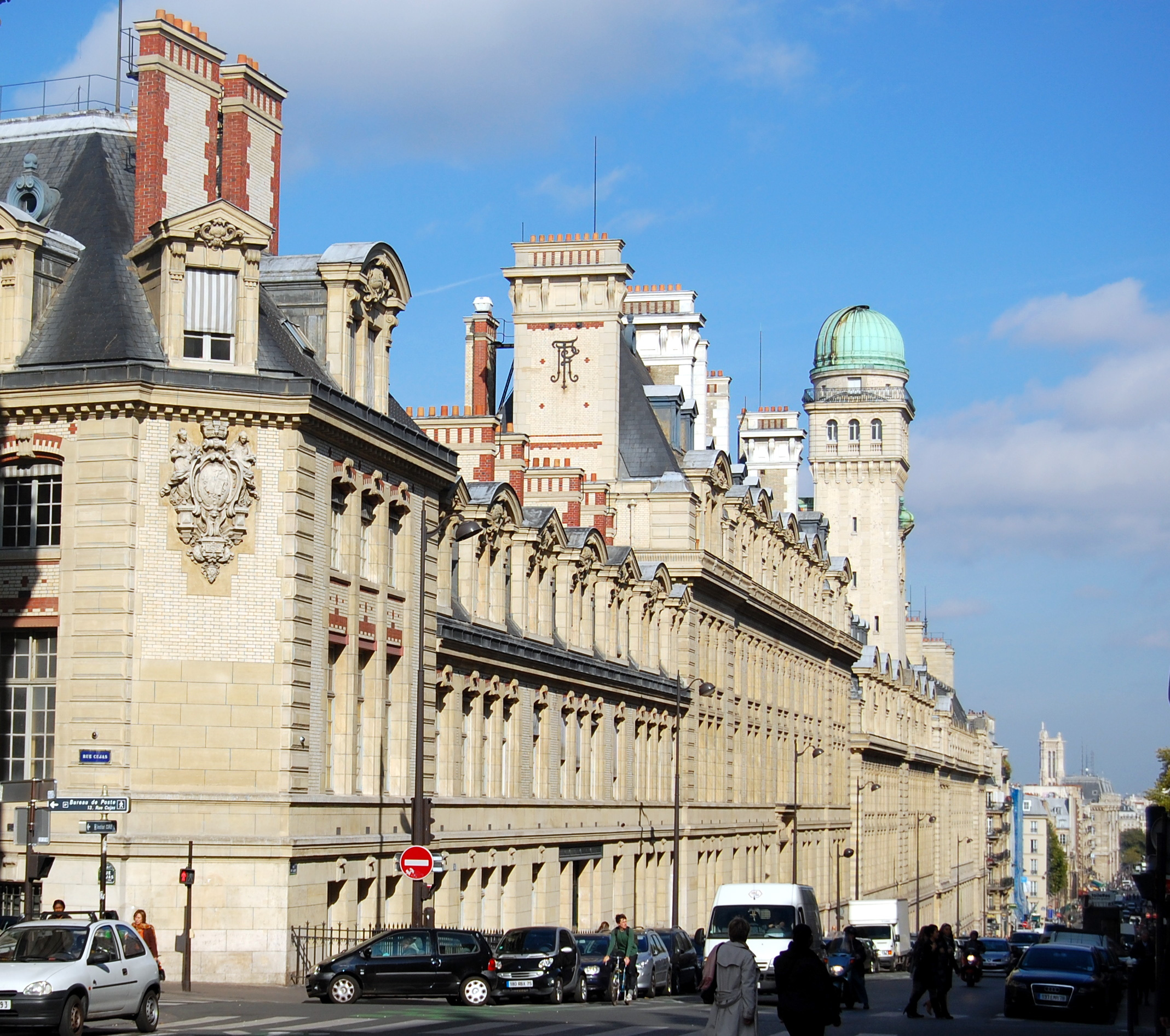
Fassade der Sorbonne auf der Ostseite der Straße
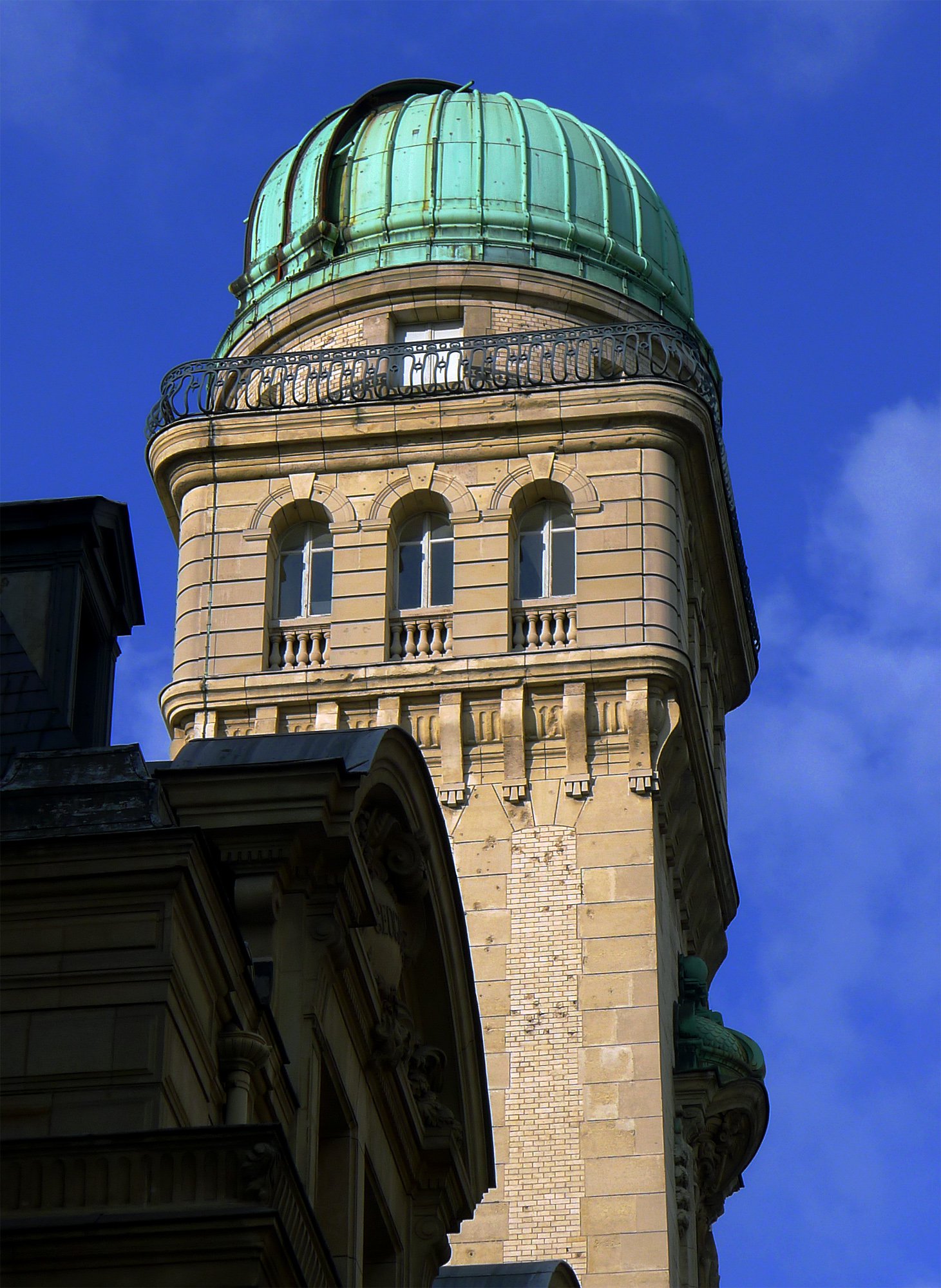
Turm der Sorbonne
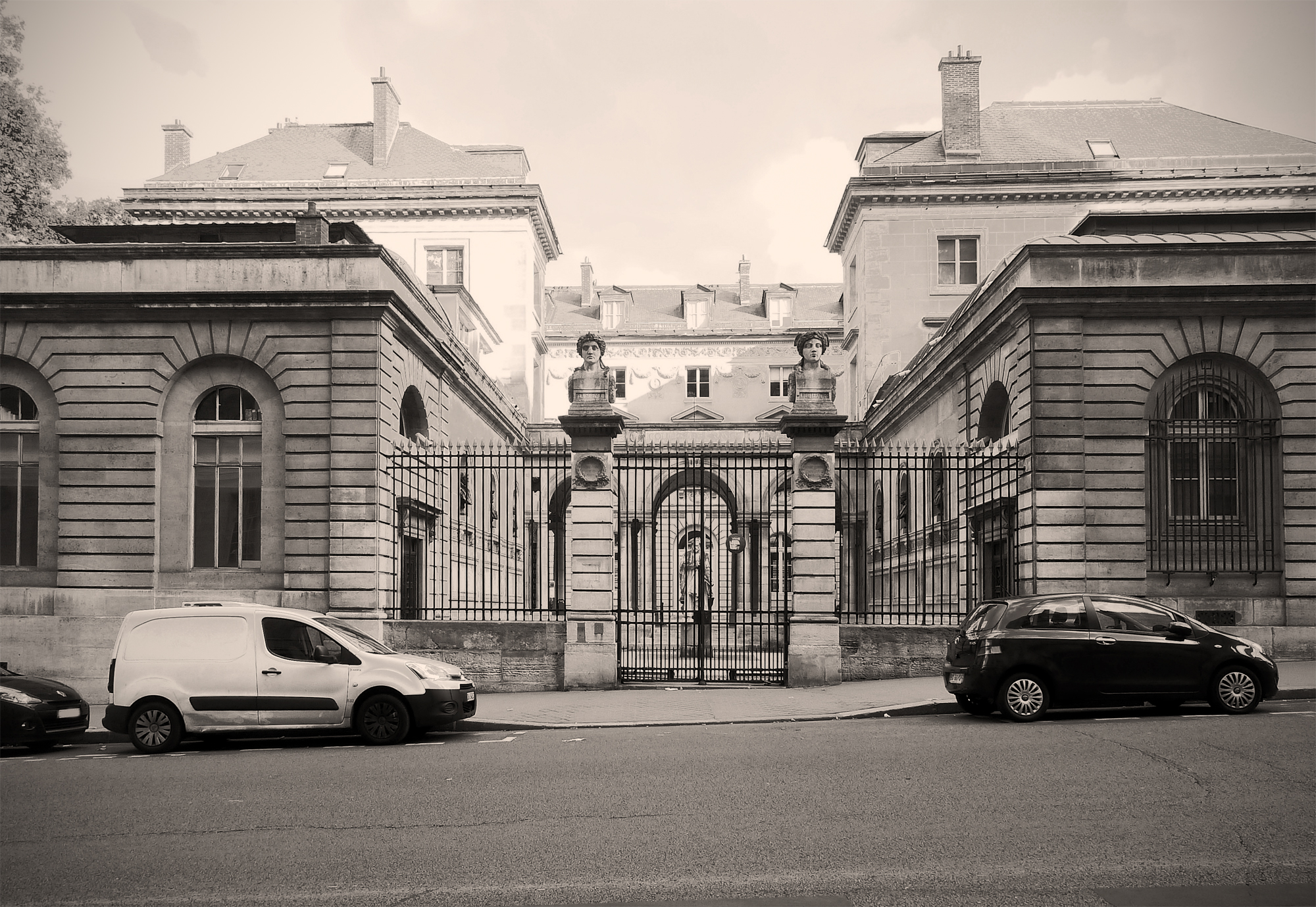
Collège de France
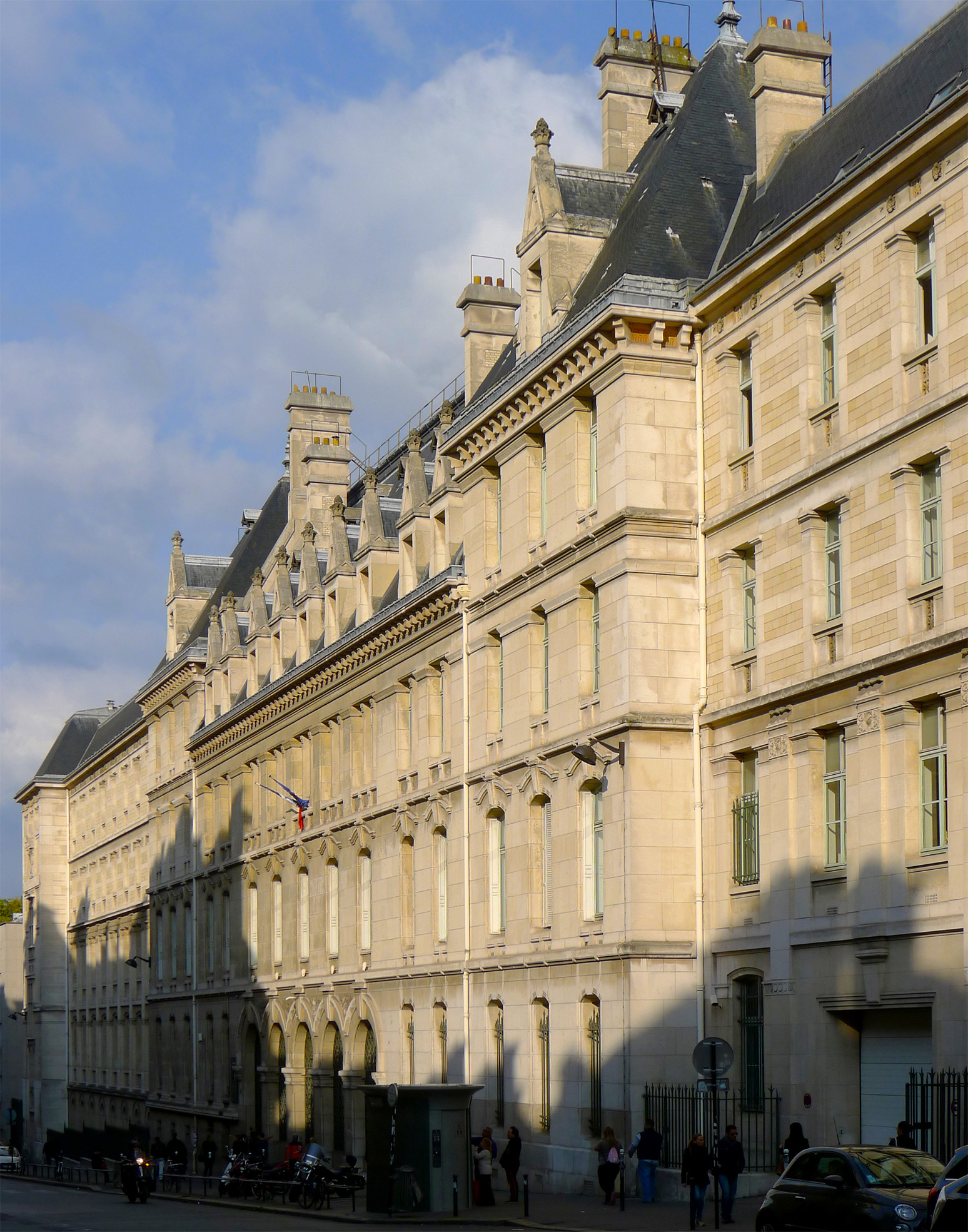
Lycée Louis-le-Grand
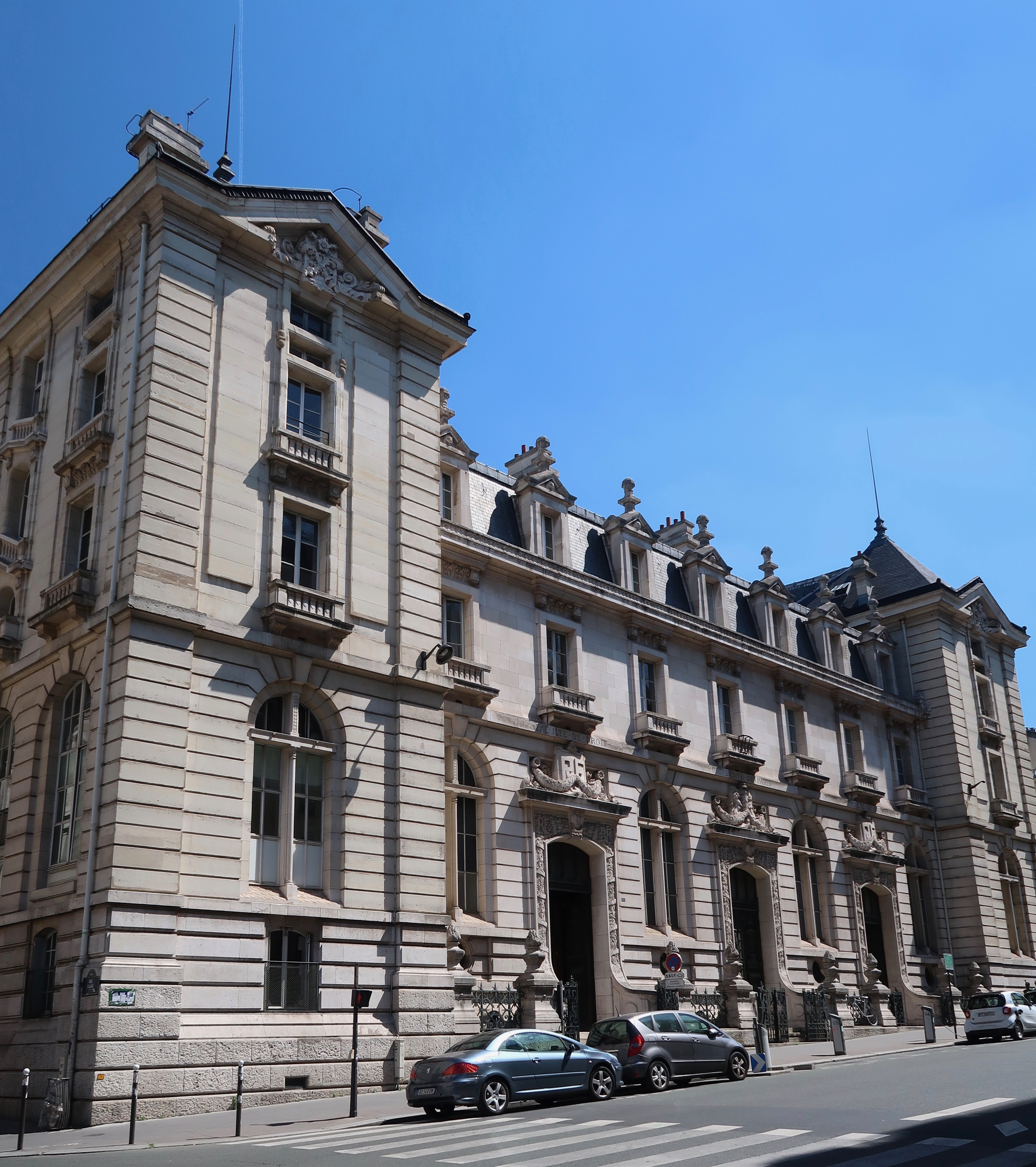
Faculté de droit (Nr. 131–133)
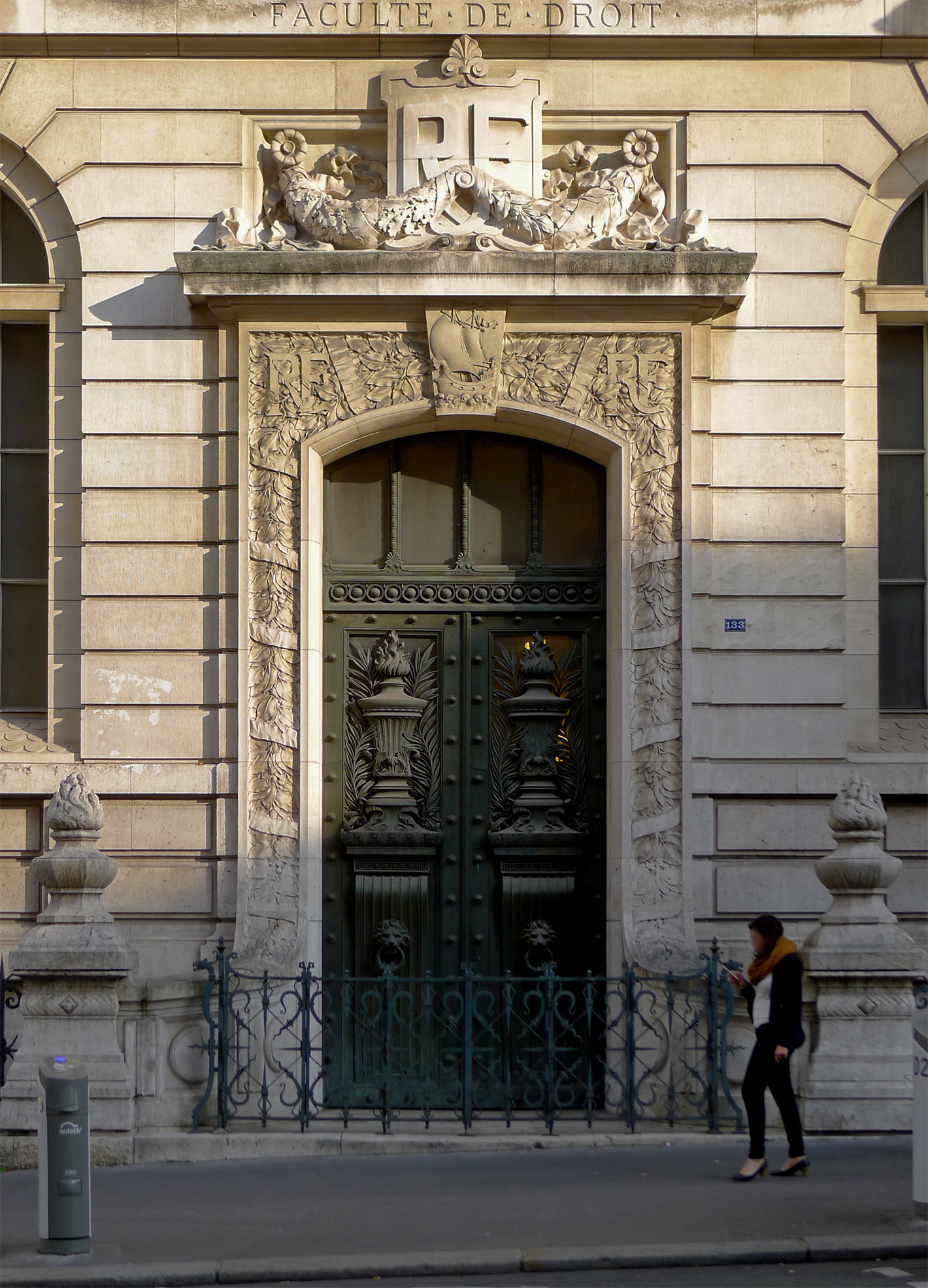
faculté de droit

- Haus Nr. 151bis: Hôtel Lepas-Dubuisson; das Gebäude ragt in die Straße und steht auf dem ehemaligen gelände der Porte Saint-Jacques

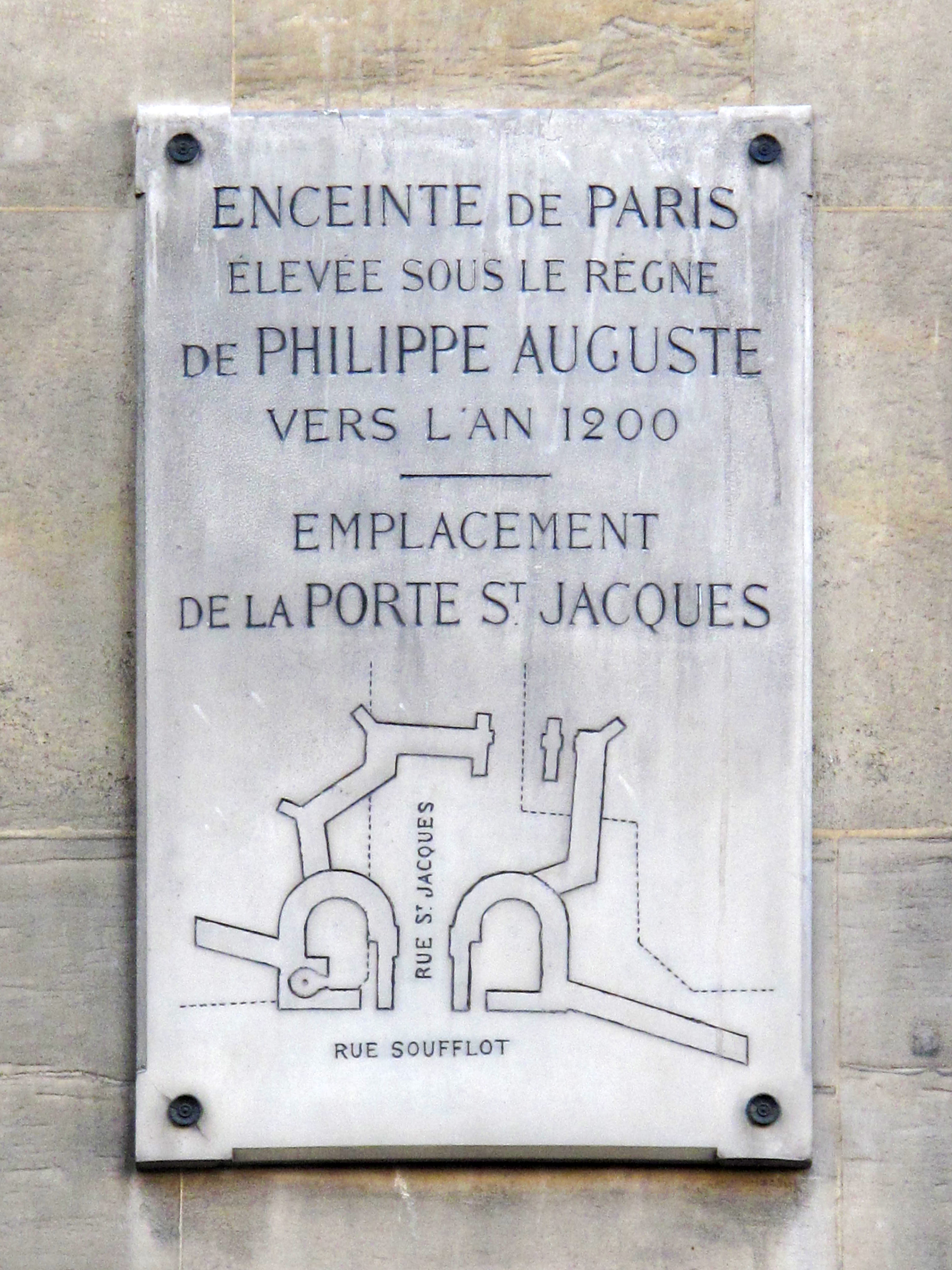
Die Tafel an Nr. 172 erinnert an die Porte Saint-Jacques
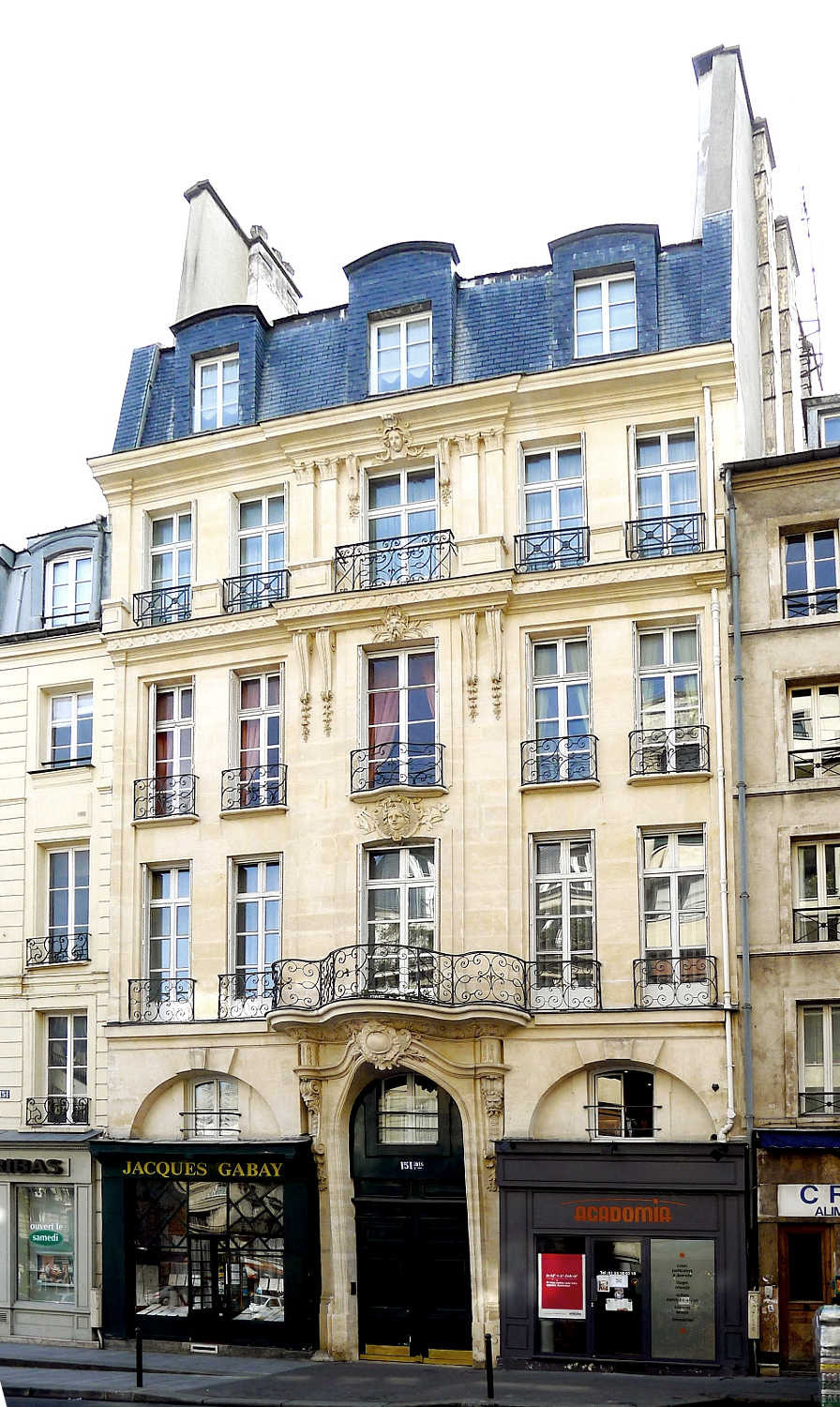
Nr. 151bis

- (nicht mehr existent) das Jakobinerkloster (Nr. 156), in dessen Kirche (dort wo sich heute die Rue Cujas befindet) einige Reihe von Angehörigen der königlichen Familie begraben wurde.
- (nicht mehr existent) das am meisten frequentierte Stadttor von Paris, die Porte Saint-Jacques (etwa bei Nr. 157), sowie kurz dahinter
- die Rue des Fossés Saint-Jacques als Relikt des (zugeschütteten) Stadtgrabens
- Haus Nr. 159: An der Stelle, an der heute ein Pâtissier-Chocolatier sen Geschäft hat, befand sich im 14. Jahrhundert der Buchhändler Royol mit seiner Buchverleihung, bei auch Victor Hugo und sein Bruder Eugène in den Jahren 1812/13 gerne lange Lesestunden verbrachten.[5] 1835 wohnte hier Louis-Joseph Girard, Professor an der École nationale supérieure des beaux-arts de Paris.[6] Der Komponist Joaquín Rodrigo wohnte auch hier; eine Tafel erinnert daran.
- Haus Nr. 163: Port du Salut: eine ehemalige Herberge, dann Cabaret, heute Restaurant.[7] Die eingemeißelten Buchstaben (F D T) an der Ecke der Fassade markieren die Grenze des ehemaligen Lehnsbezirks Fief des Tumbes[8], der bis 1789 dem Bischof oder den Schwestern vom Orden von der Heimsuchung gehörte.

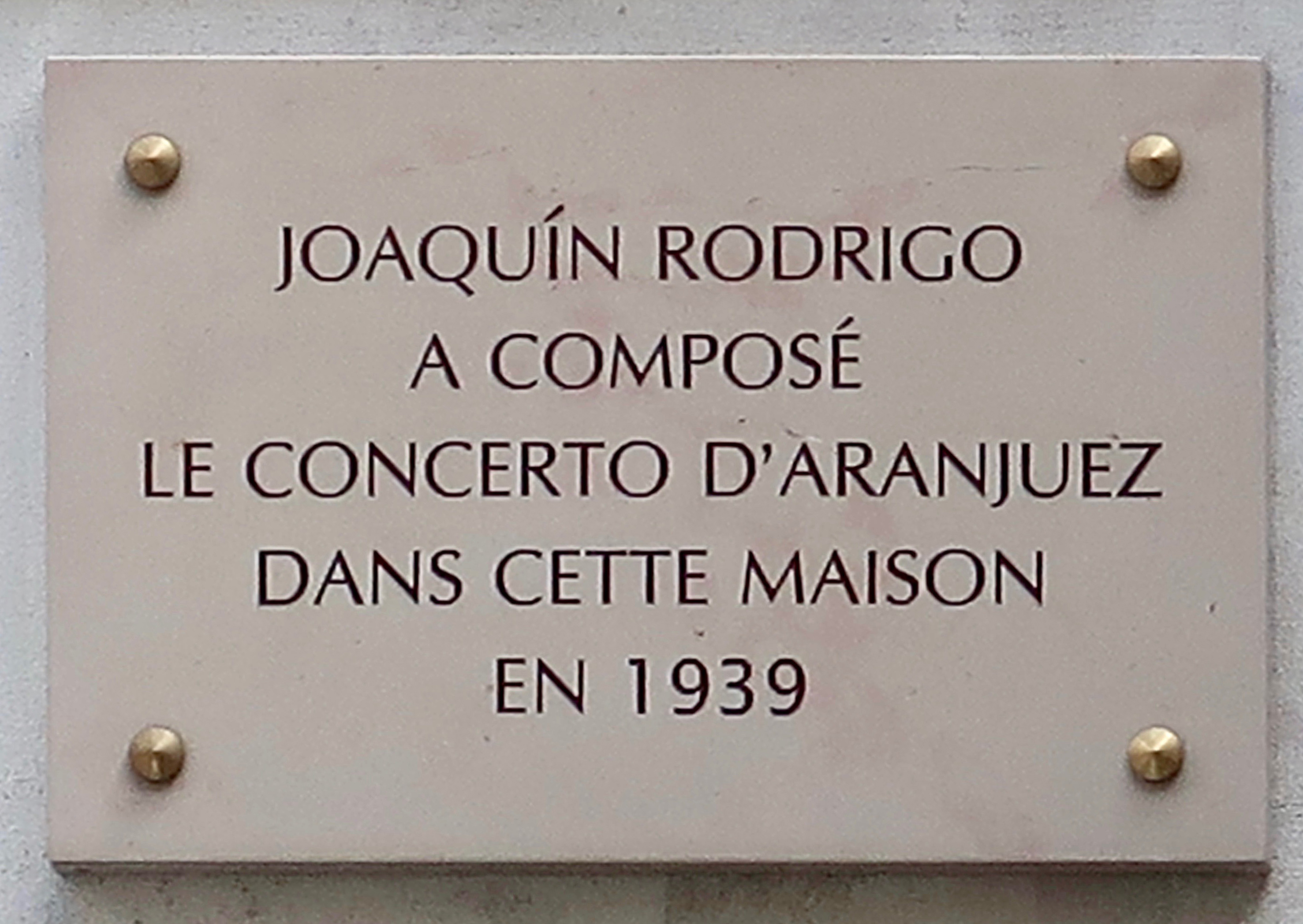
Tafel an Haus Nr. 159.
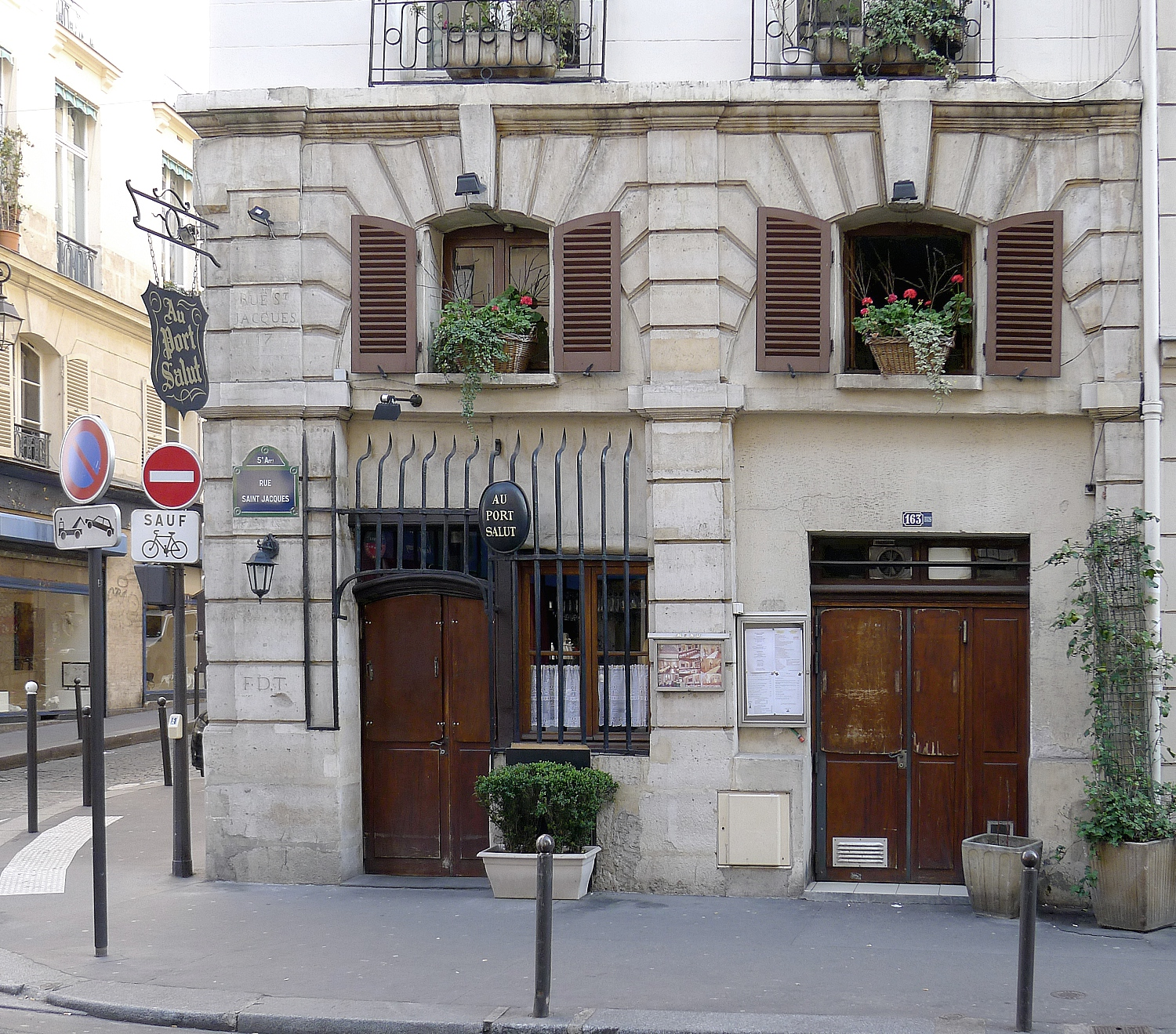
Haus Nr. 163bis: Au Port du salut.

- Haus Nr. 172 und 174: Hier befand sich wahrscheinlich der Fundamentalpunkt für das gallo-romanische Lutetia; es war der höchste Punkt vom Hügel der heiligen Genoveva und der südöstlichen Ecke des Forum de Lutèce.[9]
- Haus Nr. 174: Geburtshaus des Kunsthändlers Paul Durand-Ruel
- Haus Nr. 187: Miethaus von 1788, erbaut von Architekt Marie-Joseph Peyre
- Haus Nr. 191: Institut de géographie, erbaut von dem Architekten Henri-Paul Nénot zwischen 1914 und 1926 an Stelle des ehemaligen Klosters Couvent de la Visitation Saint-Jacques du Faubourg Saint-Jacques, das 1908 abgerissen wurde.[10]
- Haus Nr. 195: Institut océanographique de Paris, gegründet von Albert I. (Monaco). Das Gebäude wurde 1910 von Henri-Paul Nénot erbaut[11] und 2004 zum Monument historique erklärt.[12]
- Haus Nr. 200: Die Charcuterie du Panthéon, erbaut zwischen 1914 und 1920, gestaltet von  Renato Panzani  und 1985 zum Monument historique ernannt.[13]

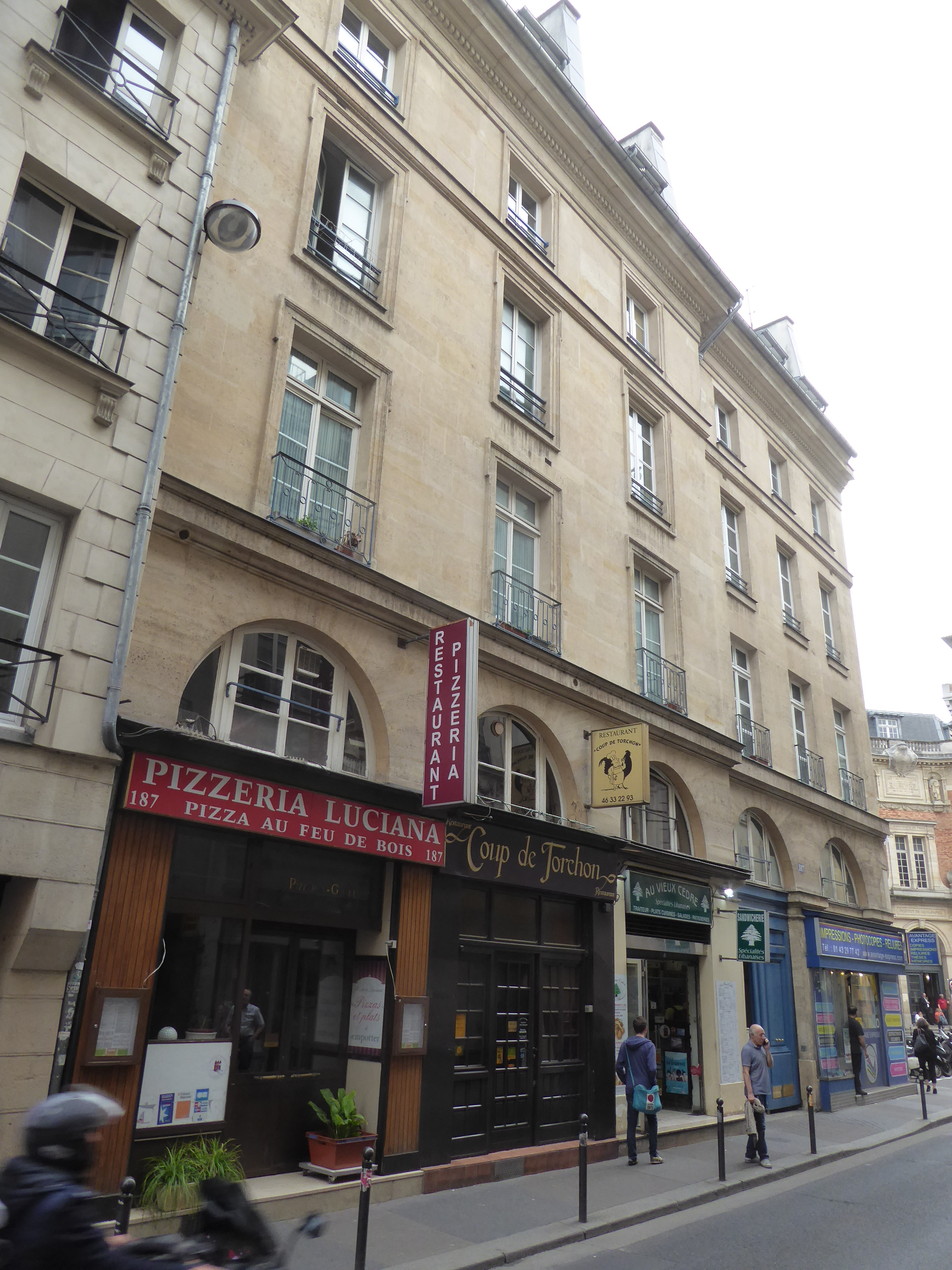
Haus Nr. 187, erbaut für das Couvent de la Visitation
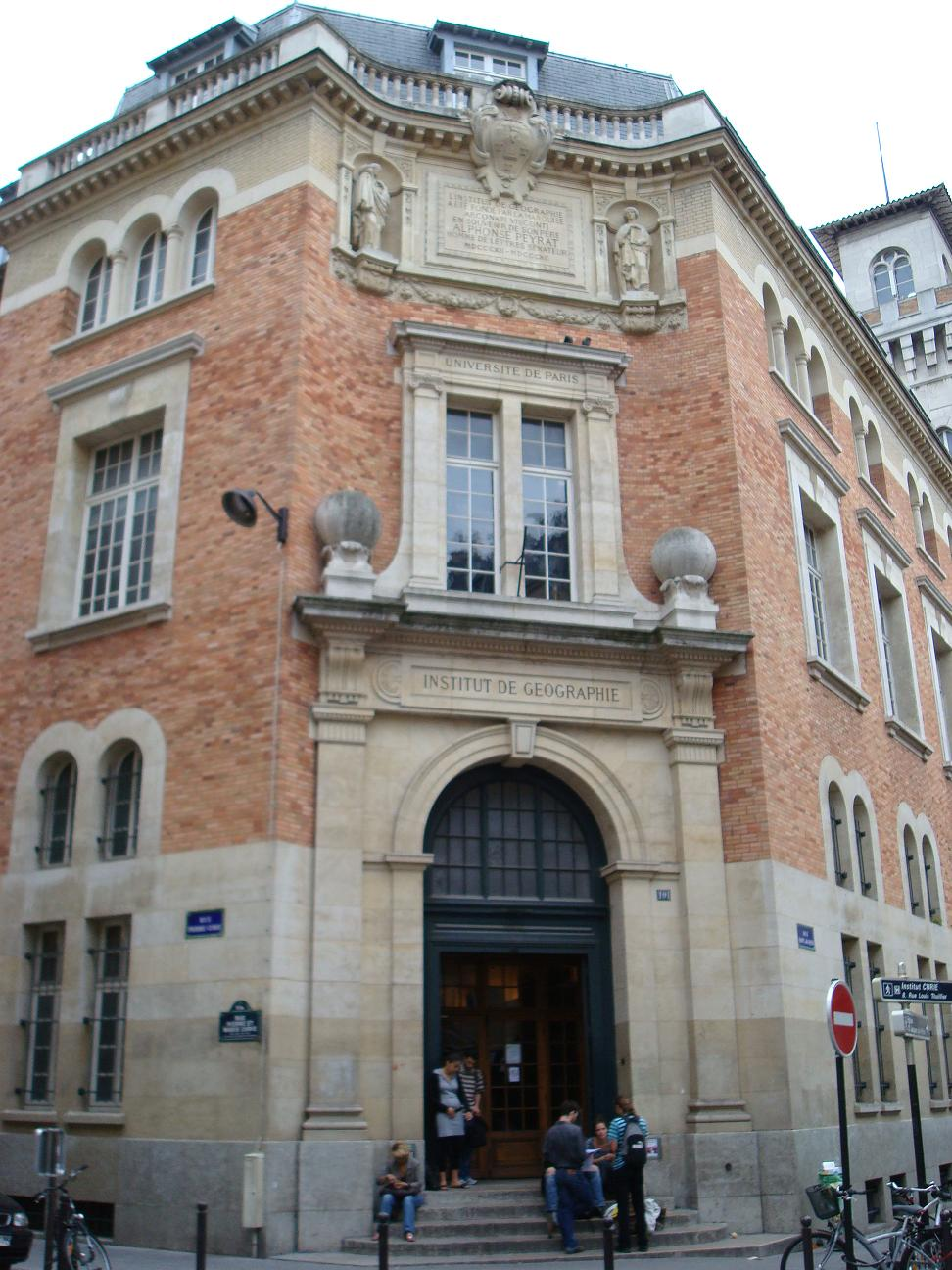
Haus Nr. 191, Institut de géographie
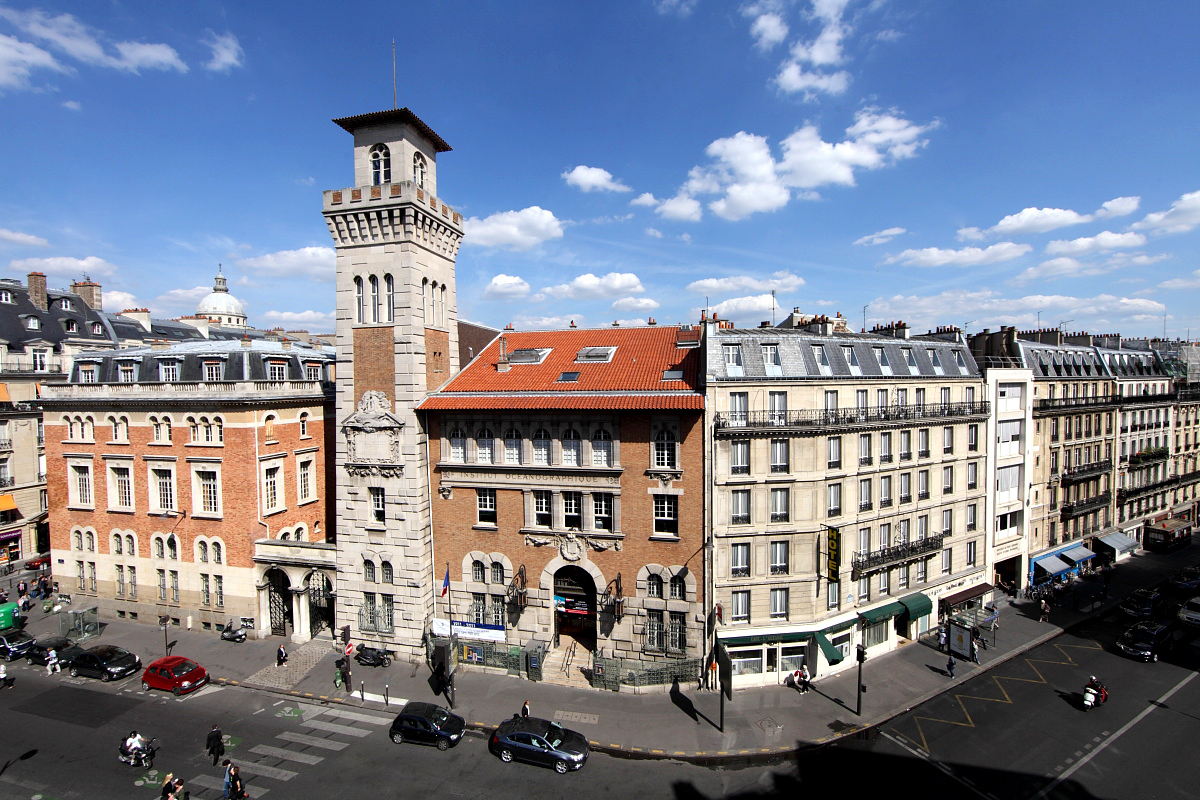
Haus Nr. 195, Institut océanographique de Paris
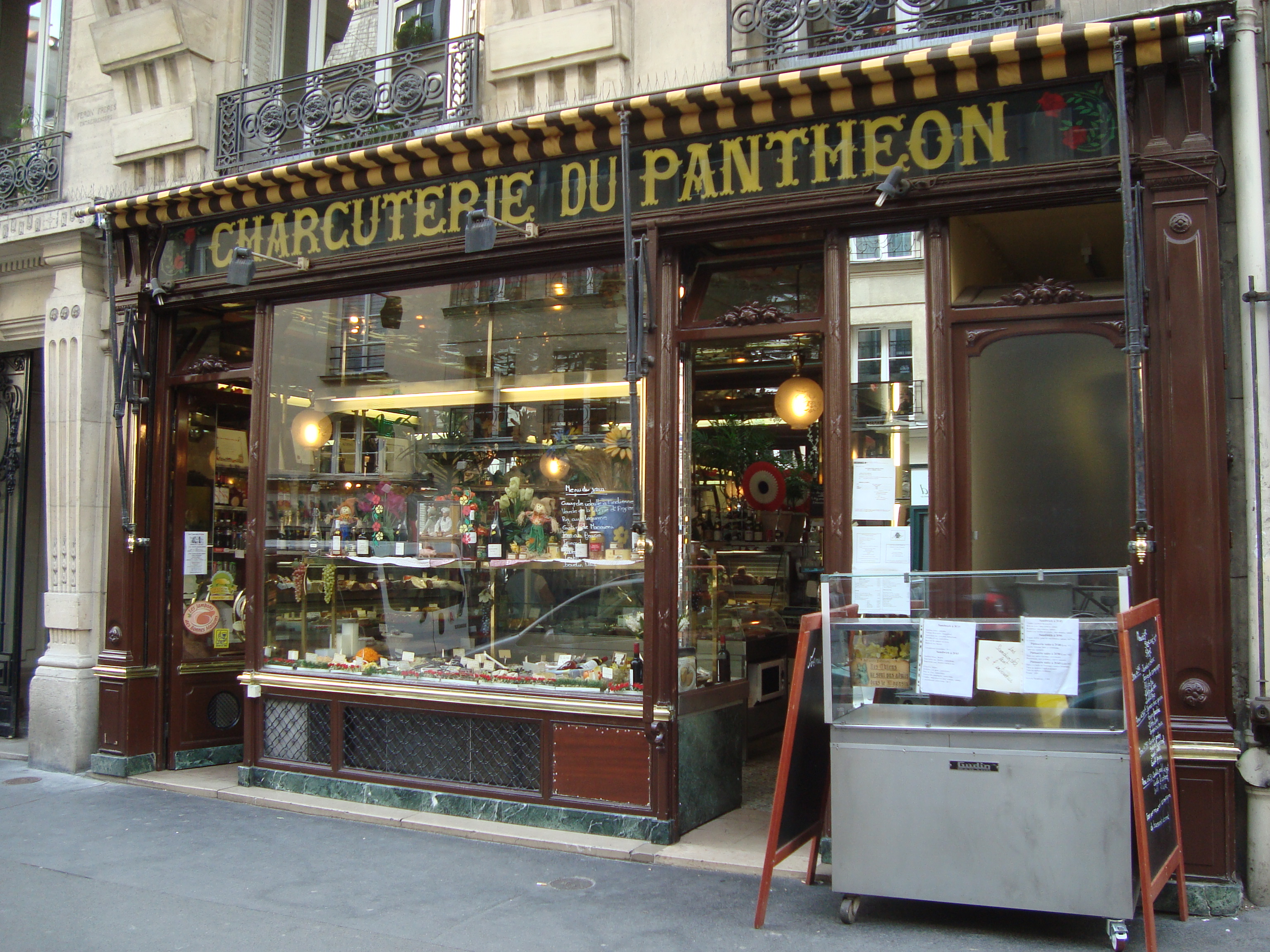
Haus Nr. 200, Charcuterie du Panthéon

- Haus Nr. 250: Der Chemiker Joseph Le Bel wohnte von 1903 bis 1930 in dem Haus und stiftete es der Société Chimique de France; eine Tafel erinnert an ihn.
- Haus Nr. 252: Pfarrkirche Saint-Jacques-du-Haut-Pas

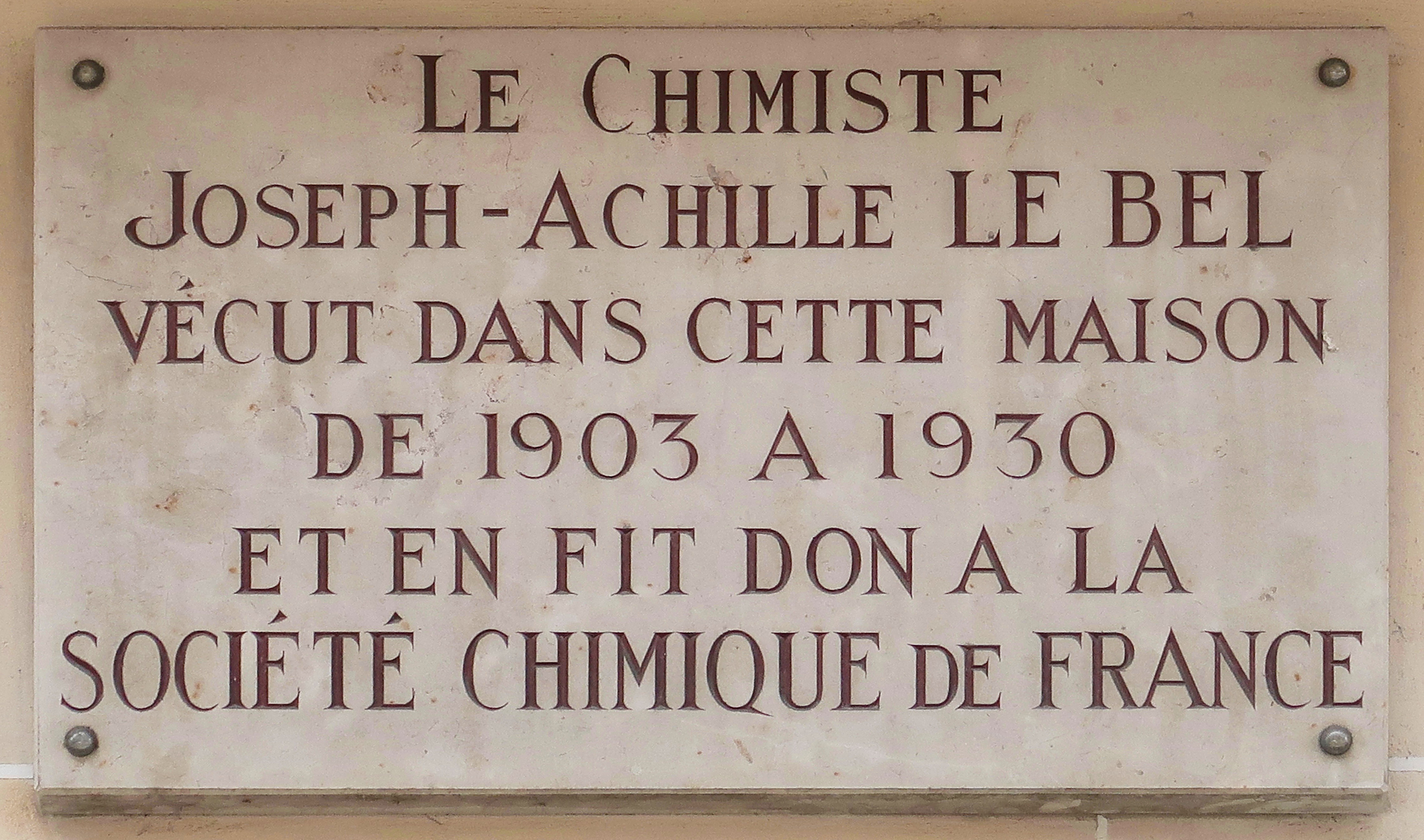
Tafel an Haus Nr. 250
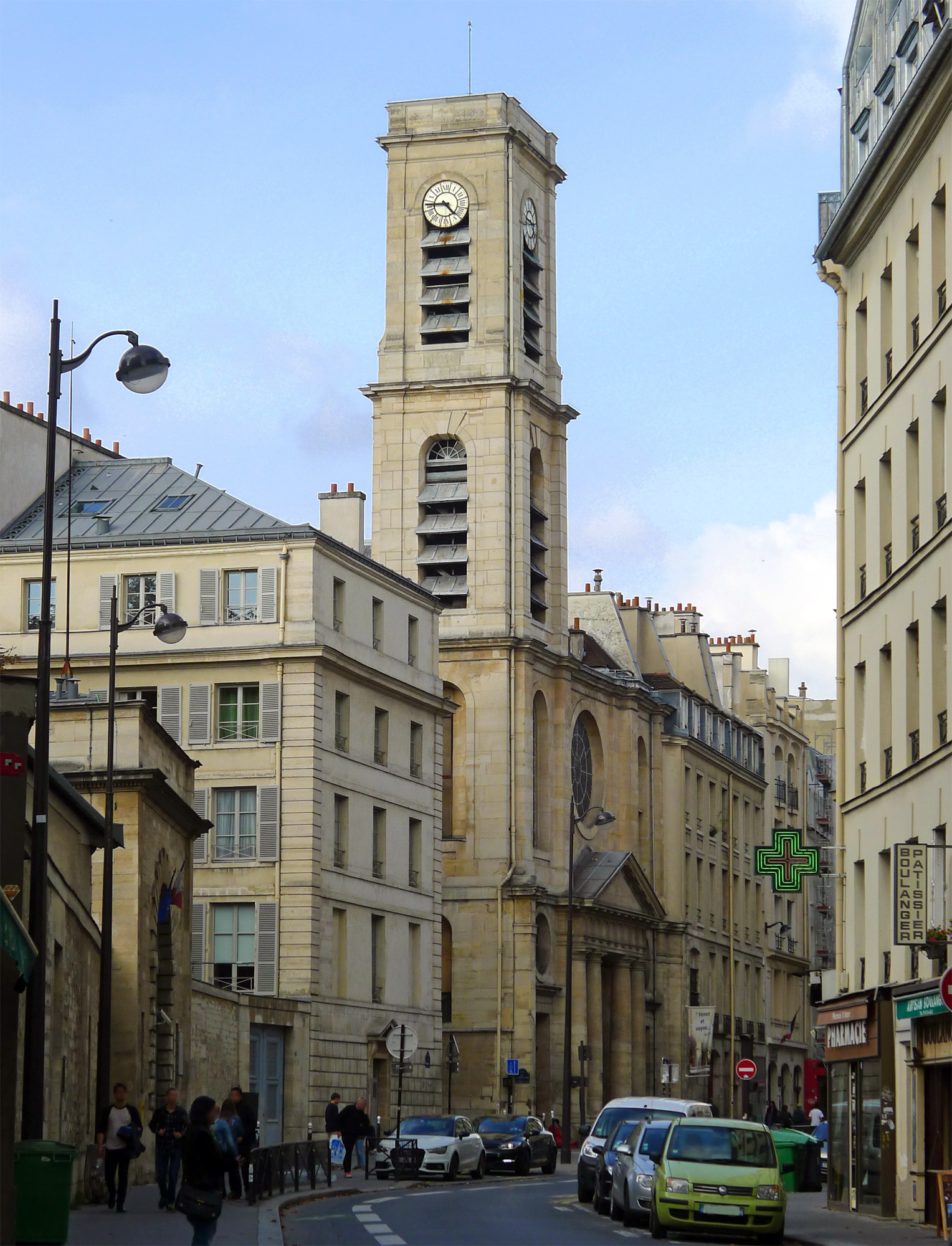
Haus Nr. 252: St-Jacques-du-Haut-Pas.
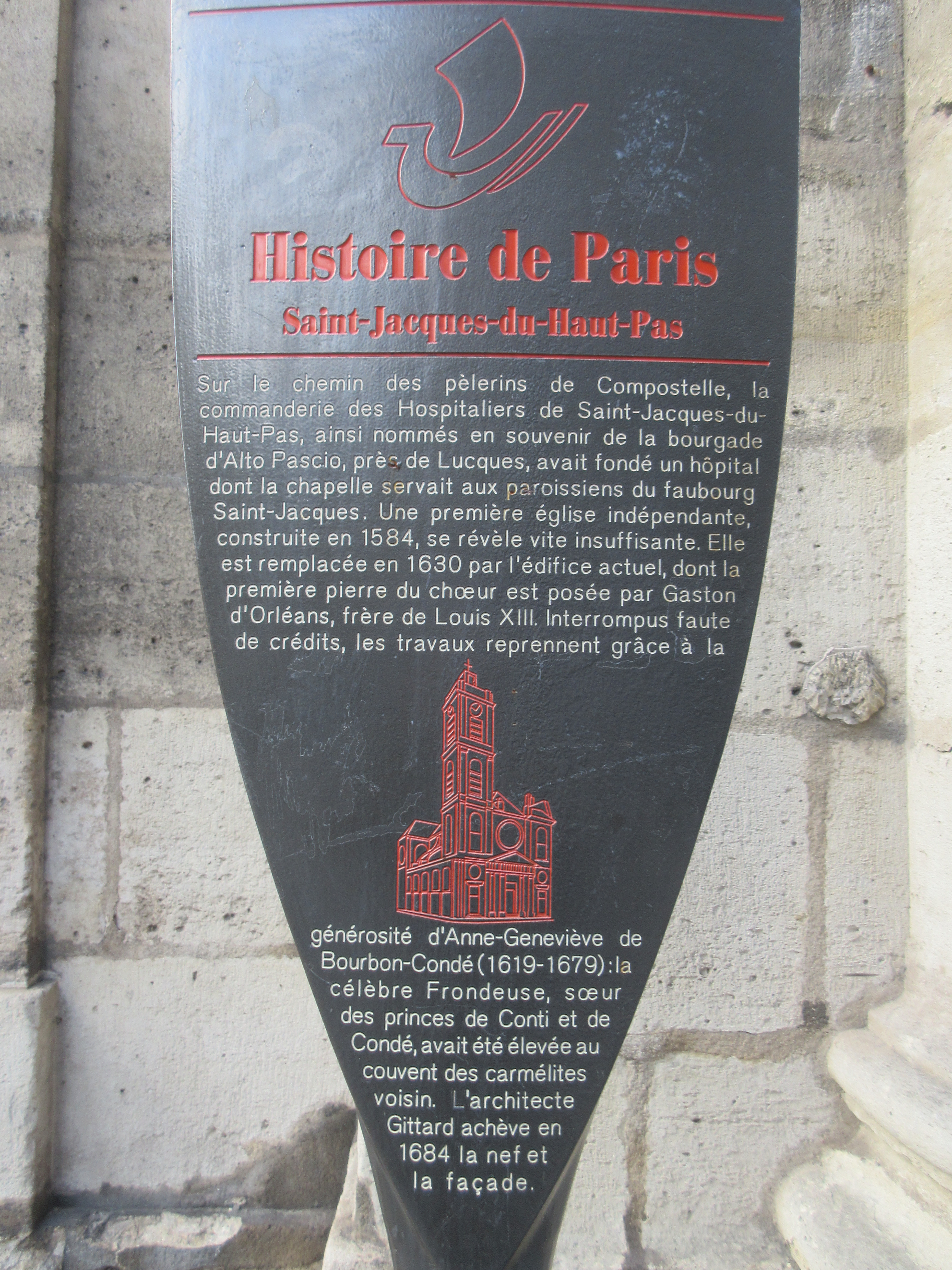
Orientierungstafel an der Pfarrkirche Saint-Jacques-du-Haut-Pas

- Haus Nr. 254: Kommende St. Jacques-du-Haut-Pas
- Haus Nr. 269: Schola Cantorum
- Haus Nr. 270: Maison des Mines et des Ponts[14][15]
- Haus Nr. 277: Militärhospital und ehemalige Kloster Val-de-Grâce
- Haus Nr. 279: Église Notre-Dame du Val-de-Grâce, die an das Militärhospital angegliedert ist; auf der gegenüber liegenden Seite erweitert sich die Straße zum Place Alphonse-Laveran

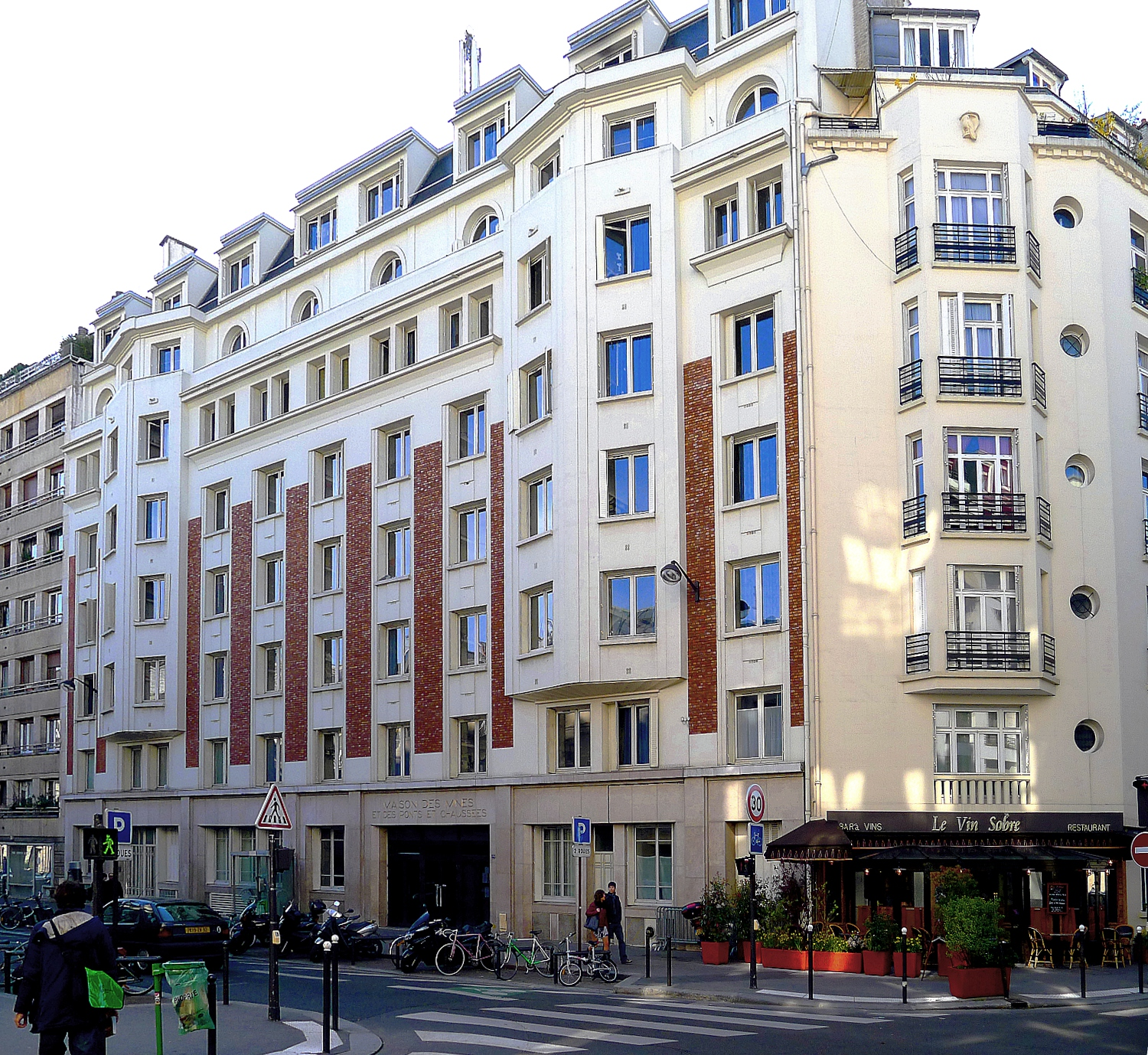
Haus Nr. 270: Maison des Mines et des Ponts
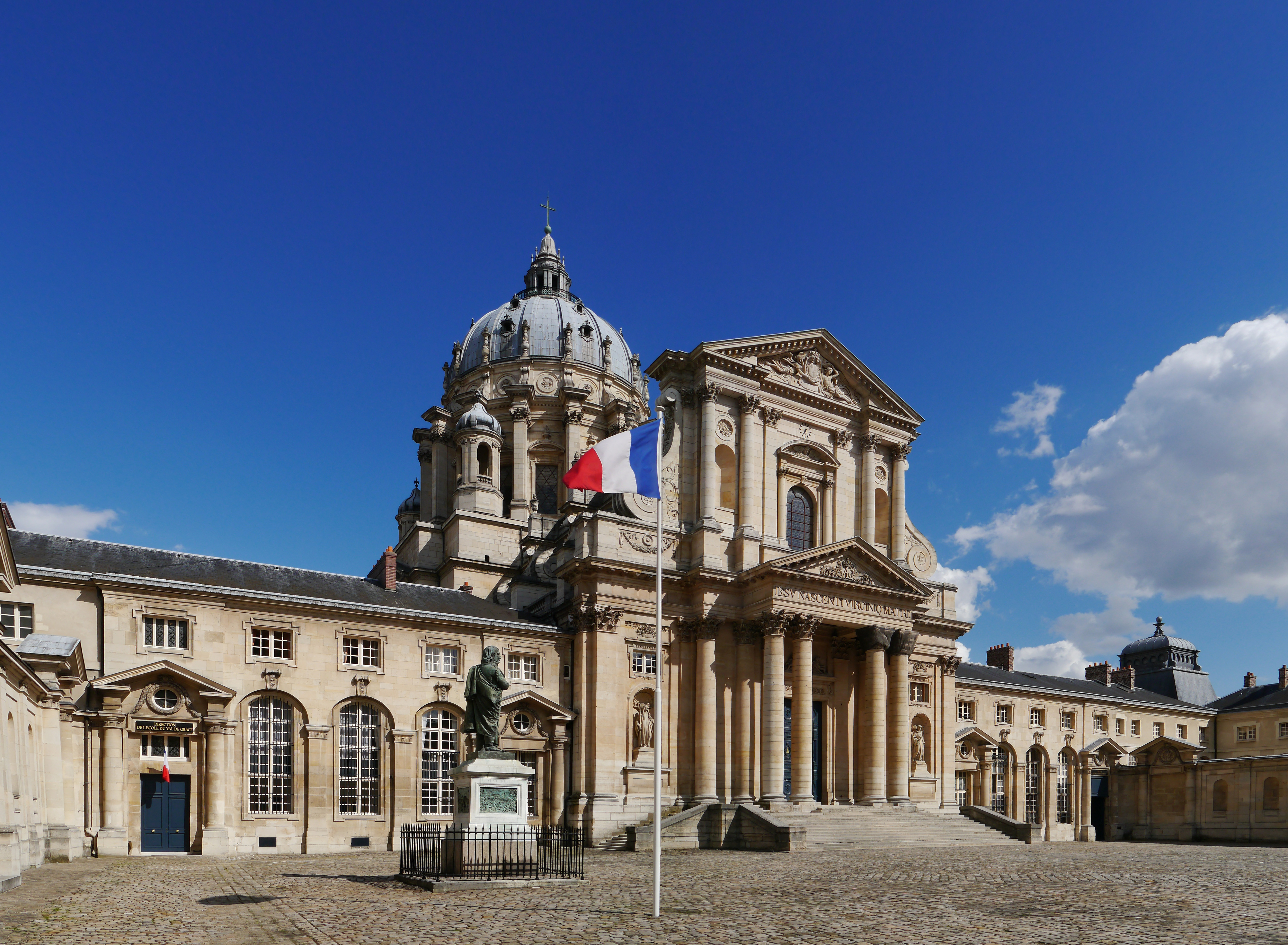
Église Notre-Dame du Val-de-Grâce, Fassade zur Rue Saint-Jacques
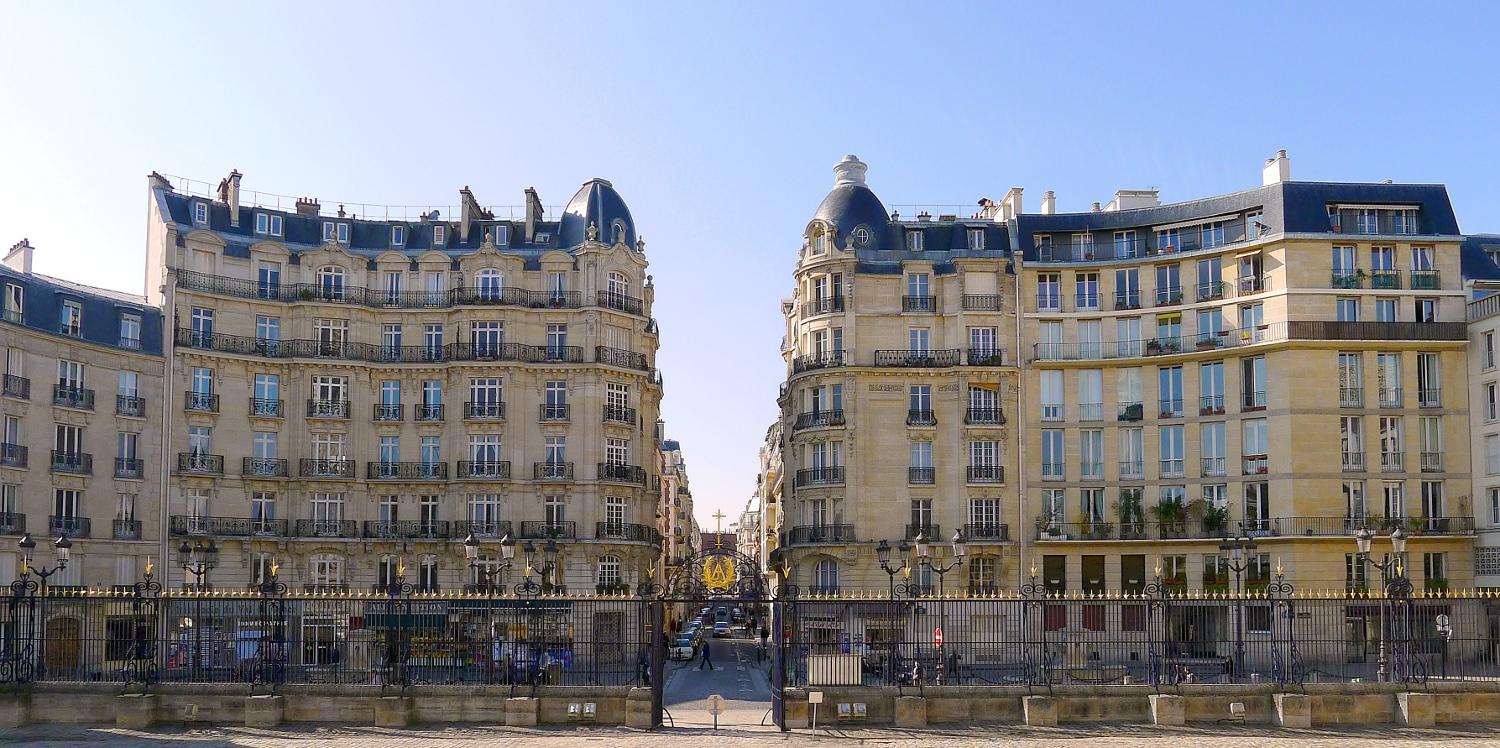
Place Alphonse-Laveran gesehen von der Église du Val-de-Grâce.

## Die Straße in Film und Literatur
Im Film von Georges Franju Augen ohne Gesicht (1960) identifiziert an dieser Straße, am Ausgang der Sorbonne-Universität, Edna Grüberg (Juliette Mayniel) diskret junge Mädchen, die als wissenschaftliche Versuchskaninchen für Dr. Génessier (Pierre Brasseur) bestimmt sind.
In dem Roman L'Éducation sentimentale von Gustave Flaubert wohnt Baptiste Martinon, ehemaliger Kamerad von Frédéric, in dieser Straße.